# Histoire du Guatemala

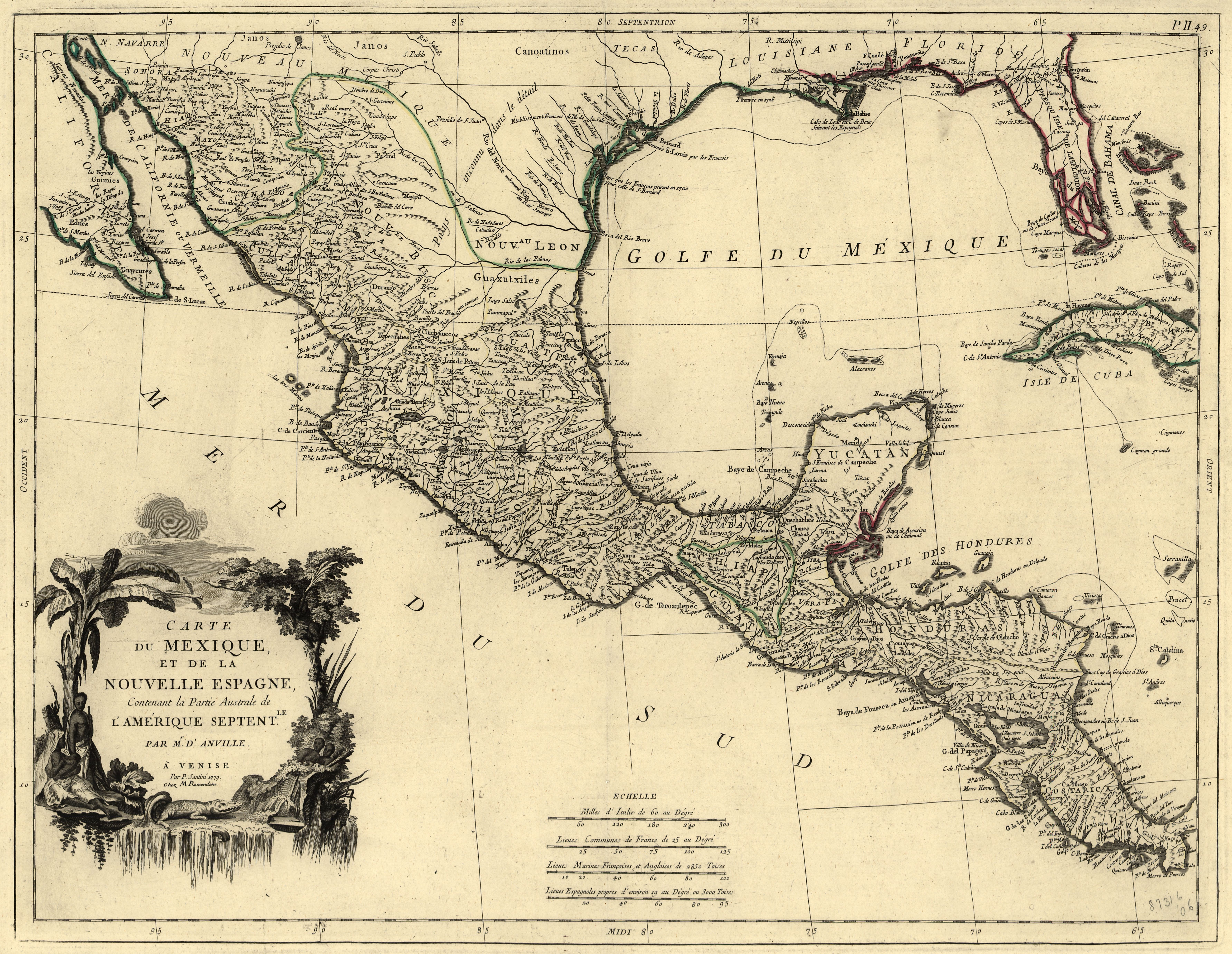
Carte du Mexique et de la Nouvelle-Espagne, fin du XVIIIe siècle, où apparaît le territoire actuel du Guatemala.

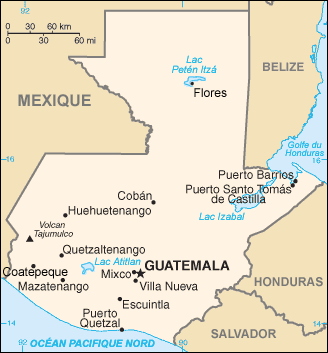
Guatemala actuel.

L'histoire du Guatemala traite de l'histoire des territoires et des peuples réunis aujourd'hui sur le territoire actuel du Guatemala, peuplé en 2023 d'environ 18 millions de Guatémaltèques.
Les premières traces de civilisation au Guatemala viennent des Mayas vers 1000 av. J.-C. À la suite de la découverte de l'Amérique par Christophe Colomb, en 1492, débute une période de lutte entre les populations autochtones et les conquistadors espagnols, qui tourne en faveur de ces derniers. La région du Guatemala est ainsi placée sous le gouvernement de la Nouvelle-Espagne, jusqu'à son indépendance en 1821.
Au cours du XXe siècle, le pays subit de nombreuses péripéties politiques, dont une longue période de guerre civile, entre 1960 et 1996. Le XXIe siècle marque un tournant démocratique, non sans être entaché toutefois de problèmes de pauvreté, de corruption et d'insécurité publique.

## Avant 1500: période précolombienne, civilisation maya
La civilisation maya apparaît environ 1 000 ans avant l'ère chrétienne. Elle se développe dans presque tout le Guatemala. Toutefois, la plupart des villes de l'époque classique de la région de Petén, située dans les plaines du nord, sont abandonnées vers l'an 1000 après Jésus-Christ. En revanche, les États installés dans les plateaux du centre du pays continuent à prospérer jusqu'à l'arrivée des Espagnols. Les troupes espagnoles menées par Pedro de Alvarado détruisent et soumettent brutalement ces États entre 1523 et 1524, grâce à leur supériorité technologique et aux antagonismes entre royaumes mayas des Hautes-Terres du Guatemala. Protégé par son relatif isolement dans la jungle du Petén, le dernier État maya, le royaume itzá de Tayasal, succombe aux Espagnols seulement après la deuxième guerre du Tayasal, en 1697.
Les indigènes habitant les hautes terres du Guatemala, comme les Cakchiquels, les Mam, les Quichés et les Tz'utujils, constituent encore une part importante de la population nationale.

## Période coloniale espagnole: la Nouvelle-Espagne (1502-1821)

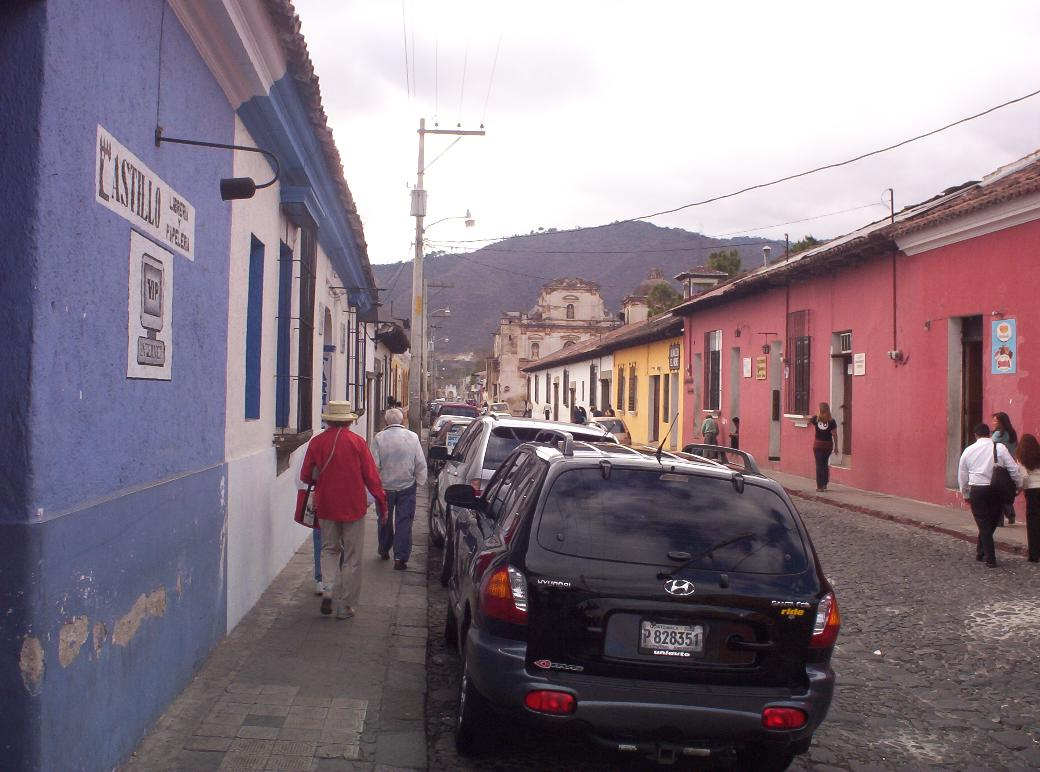
Antigua Guatemala, ancienne capitale guatémaltèque.

Les Espagnols conquièrent toute l'Amérique centrale, et placent la majeure partie de l'actuel Guatemala sous la dépendance de la Capitainerie générale du Guatemala, au sein de la Nouvelle-Espagne (1535-1821, capitale Mexico).
En 1524, Pedro de Alvarado (1485-1541) fonde Santiago de los Caballeros, aujourd'hui nommée Ciudad Vieja (littéralement la Vieille ville). Santiago de los Caballeros - qui devient la première des trois capitales que va connaître le Guatemala - est détruite par des inondations et un tremblement de terre en 1542.
Les survivants fondent, en 1543, une nouvelle ville, qu'ils nomment Guatemala, et qui porte aujourd'hui le nom d'Antigua. Elle devient l'une des capitales les plus riches du continent au XVIIe siècle. Elle est à plusieurs reprises frappée par des éruptions volcaniques, inondations et tremblements de terre. Deux de ceux-ci détruisent la ville en 1773. Certaines ruines datant d'avant la destruction sont conservées et sont aujourd'hui considérées comme des monuments nationaux.
En 1776, Matías de Gálvez y Gallardo (1717-1784), le président de l'Audiencia ordonne d'abandonner Antigua Guatemala, la jugeant trop dangereuse, et fait construire la troisième et actuelle capitale du Guatemala : Ciudad de Guatemala.

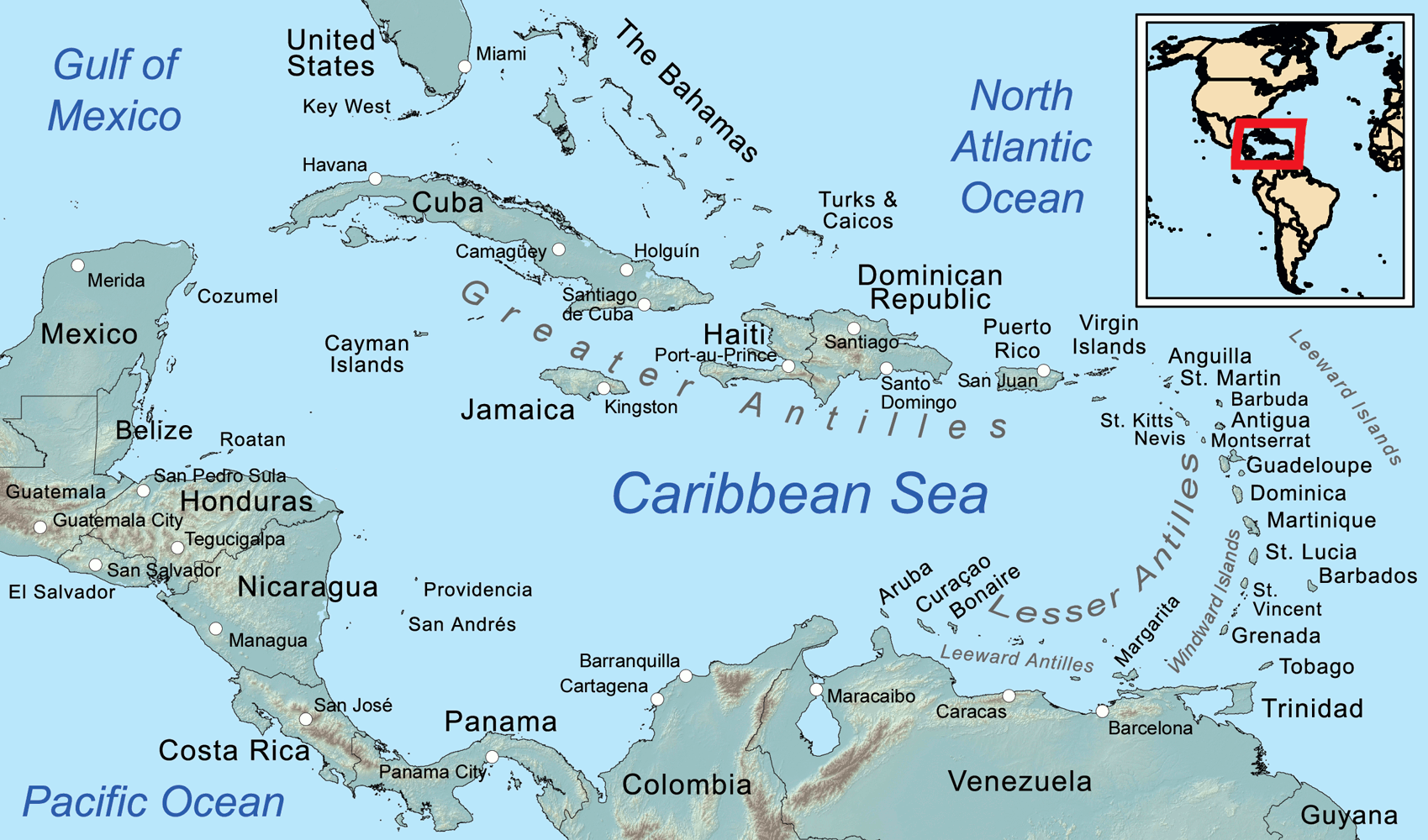
Carte générale de l'espace caraïbe.
Mare clausum (en) ibérique.
Mare clausum (présentation horizontale), selon de traité de Tordesillas (1494).
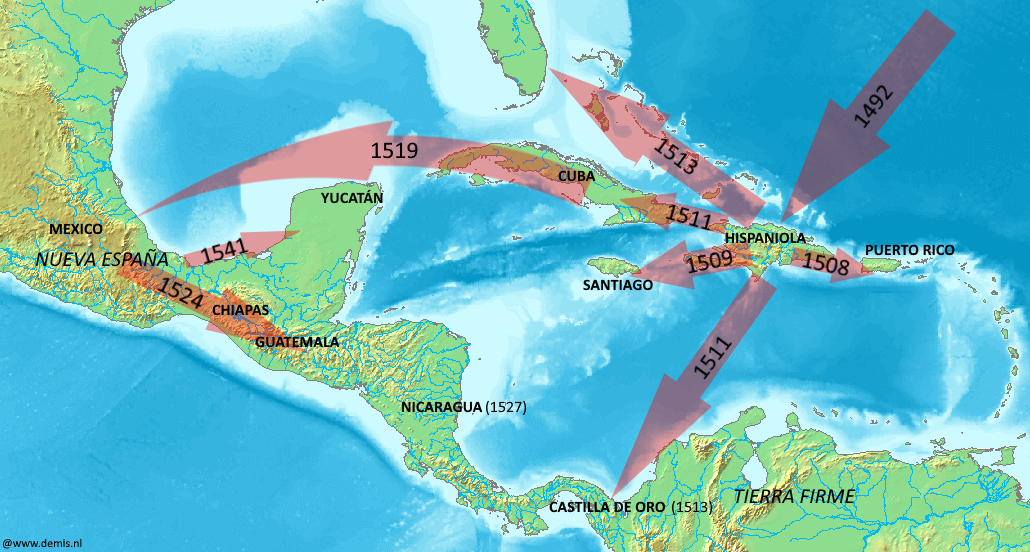
Expansion espagnole à partir d'Hispaniola.
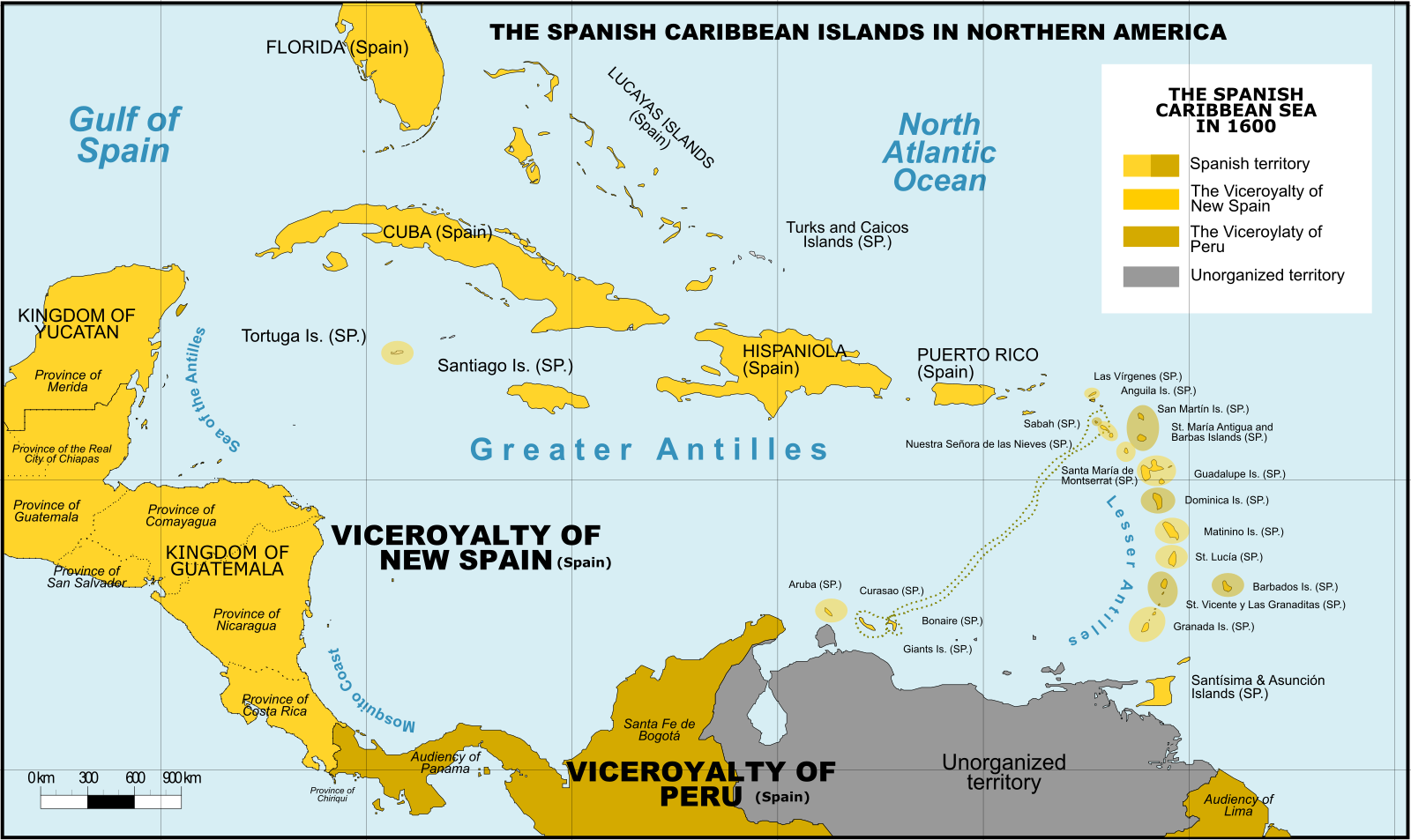
Caraïbes et Terre-Ferme vers 1600.

## Indépendance (1821) et courtXIXesiècle
Le Guatemala devient indépendant le 15 septembre 1821. Le Guatemala fit partie de l'empire du Mexique pendant quelque temps puis intégra les République fédérale d'Amérique centrale ou Provinces unies d'Amérique centrale. L'ensemble est démantelé à l'issue de la guerre civile de 1838-1840. Rafael Carrera (1814-1865) est l'un des personnages clés de la révolution contre le gouvernement fédéral et du morcellement du pays. Soutenu par les conservateurs, les grands propriétaires fonciers et l'Église, il demeure dictateur du Guatemala de 1844 jusqu'à sa mort en 1865.
Miguel García Granados (1809-1878) devient le leader de la révolution libérale contre le gouvernement du général Vicente Cerna Sandoval. Il fait fonction de président provisoire de 1871 à 1873 après la victoire libérale. Il entreprend de développer les infrastructures du pays et met en place une Assemblée constituante en 1872. Après sa démission, Justo Rufino Barrios (1835-1885) est élu président du Guatemala, poursuit la politique de modernisation des infrastructures du pays et mène une politique économique entièrement centrée sur la production de café afin de développer les exportations. Soucieux de favoriser l'instruction, il veut l'école primaire gratuite, obligatoire et sans éducation religieuse. L'école normale est créée, et la vieille université San Carlos est nationalisée. Il proclame par ailleurs la liberté de culte et procède à l'expropriation des biens de l'Église.
Il instaure un style de gouvernement très personnel qui conduit à l'apparition d'une dictature libérale. La liberté d'expression est fortement restreinte. Nombre d'intellectuels progressistes qui le soutenaient au départ, comme José Martí (1853-1895), prennent leurs distances ou s'exilent. En 1875, durant la guerre pour l'indépendance de Cuba, toujours colonie de l'Espagne, il reconnaît officiellement l'indépendance de l'île. Fervent partisan de la réunion des pays d'Amérique centrale en une seule entité, il est tué en 1885 à la bataille de Chalchuapa en tentant d'imposer par la guerre son projet.
Dès 1880, une société de Boston, la Boston Fruit Company (en), démontre un intérêt pour les terres chaudes du Guatemala. La future United Fruit Company (1899-1989, devenue Chiquita Brands International) débute ainsi son intégration, qui va s'étendre jusqu'à assurer une mainmise des États-Unis sur l'économie des pays d'Amérique latine. Quelque temps après, cette dernière achète l'ensemble des réseaux de chemins de fer du pays ainsi que le principal port, situé à Puerto Barrios. Durant près d'un siècle, nombre de dictateurs se succèdent et assureront l'intégrité incontestée du monopole américain sur le pays dans l'exportation de fuits : banane, ananas, avocat, mangue, orange, citron, noix de coco, fruits rouges, et autres produits exotiques.

### Galerie présidentielleXIXesièclepartielle

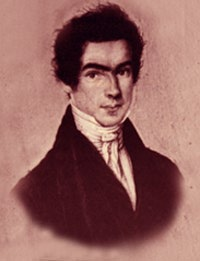
Mariano de Aycinena y Piñol, 1827-1829.
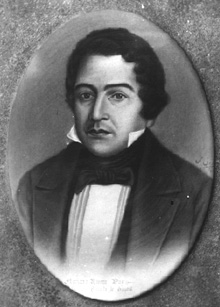
Mariano Rivera Paz, 1839 et 1842-1844.
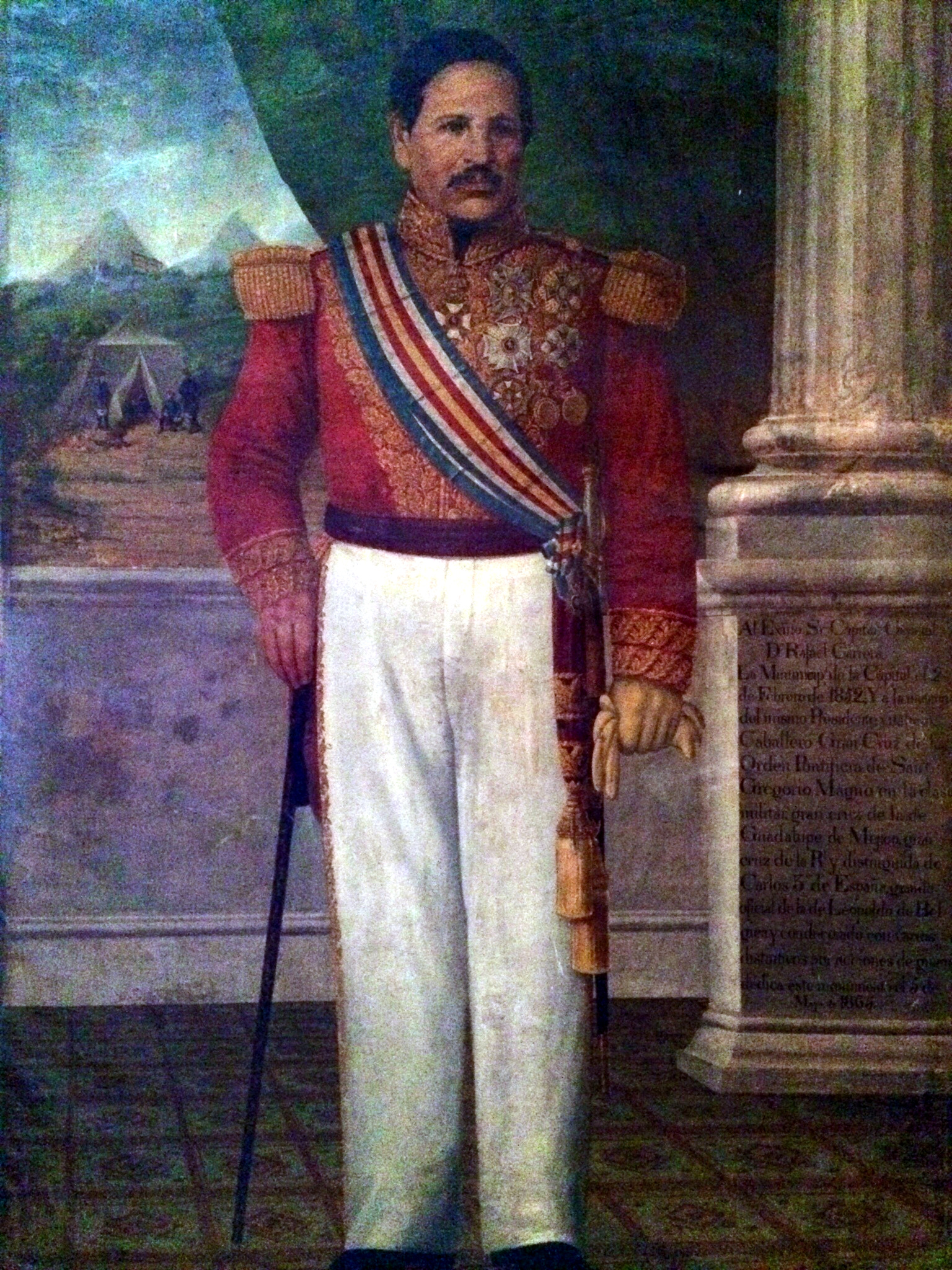
Rafael Carrera, 1844-1848 et 1851-1865.
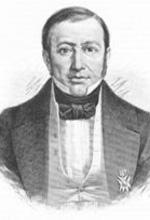
Mariano Paredes, 1849-1851.
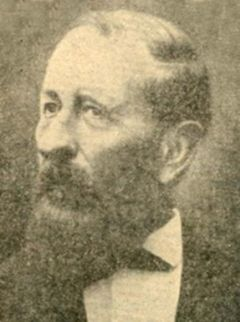
Vicente Cerna Sandoval, 1865-1871.
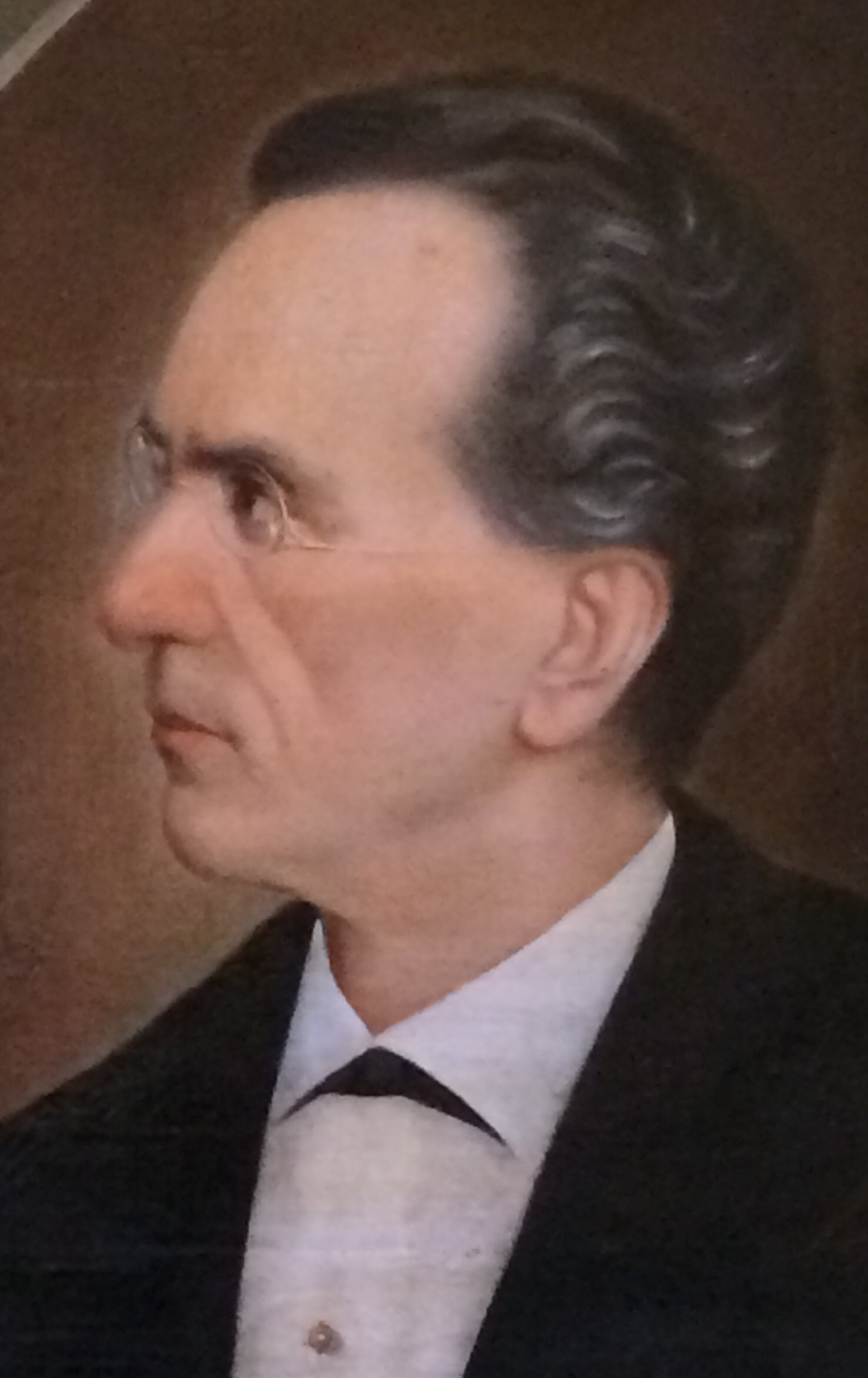
Miguel García Granados, 1871-1873.
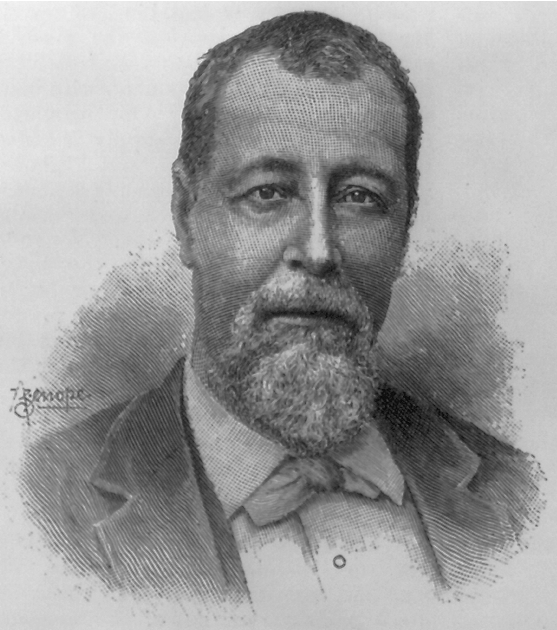
Justo Rufino Barrios, 1873-1885.
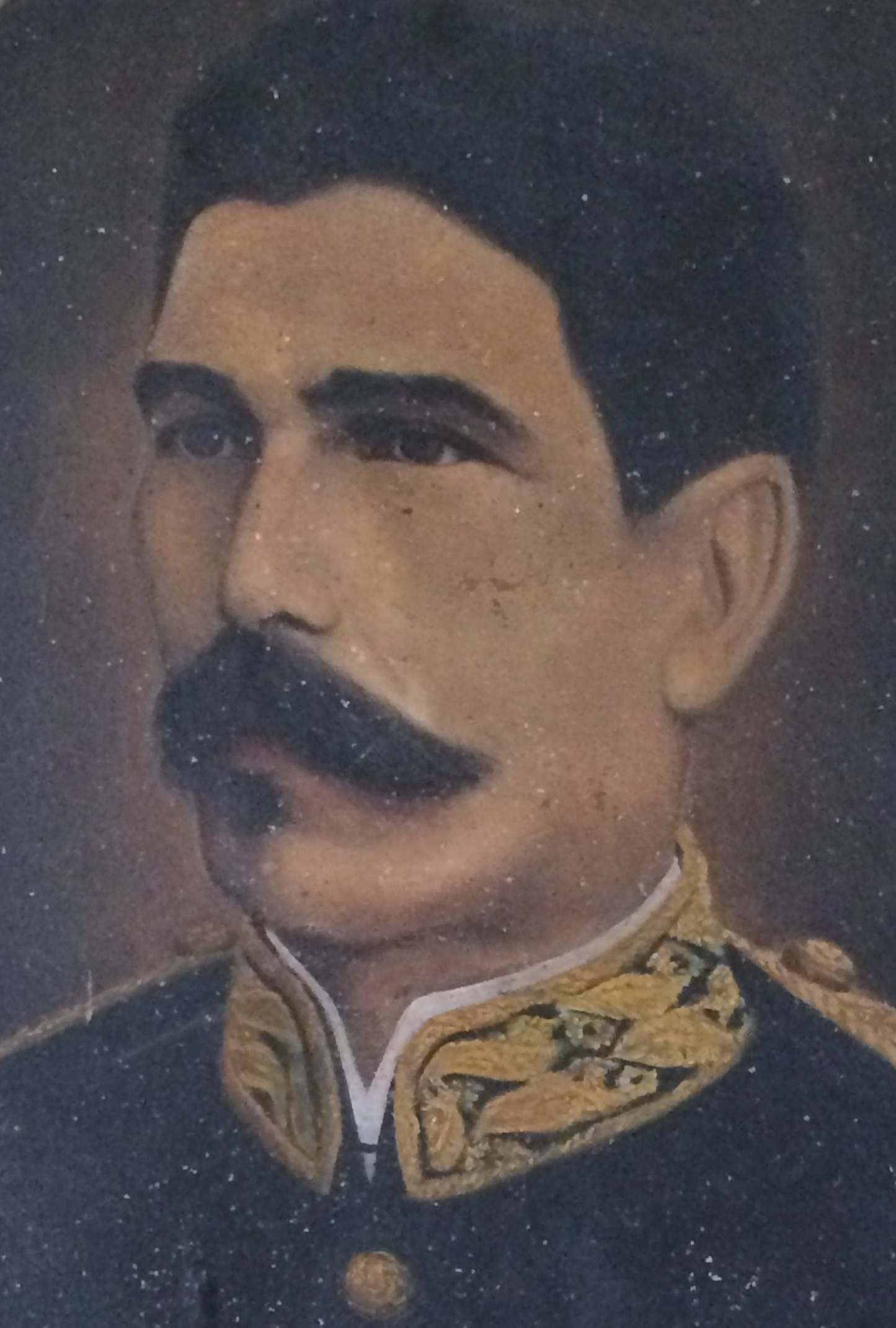
Manuel Barillas, 1886-1892.
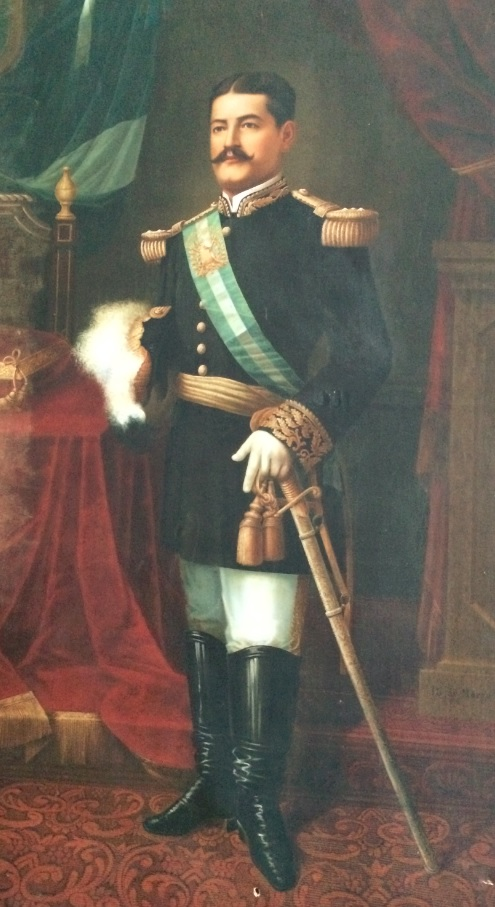
José María Reina Barrios, 1892-1898.

## Le premierXXesiècle(1900-1954)
Au début du XXe siècle, durant les longs mandats de Manuel José Estrada Cabrera et du général Jorge Ubico Castañeda, la United Fruit Company basée aux États-Unis poursuivit son contrôle de l'économie guatemaltèque.
Entre 1898 et 1920, la dictature de Manuel José Estrada Cabrera censure la presse, persécute l'opposition et favorise les membres des grandes familles du café. Enfin, elle octroie d'énormes avantages aux compagnies étrangères qui investissent dans le pays, en particulier l'United Fruit Company (UFC). L'implantation dans le pays des firmes étrangères s'effectue au prix de la dépossession des indigènes, de la destruction de leurs communautés (ayllu), et à la prolétarisation des paysans soumis à l'obligation de travail sur les plantations capitalistes nouvelles et à la misère des salaires de subsistance.
En 1930, mécontente du président en exercice Manuel María Orellana Contreras, l'UFC impose par un coup de force le général Jorge Ubico Castañeda à la tête de l'État.
Sous la dictature de Jorge Ubico, le pays s'ouvrit encore davantage aux investissements étrangers. Ubico accorda même des privilèges à United Fruit Company qui investit dans le pays en achetant des parts dans le chemin de fer, l'électricité, le télégraphe et 40 pour cent des meilleures terres du Guatemala. L'entreprise contrôla aussi de fait la seule infrastructure portuaire du pays. En conséquence, le gouvernement adopta souvent une position soumise devant la United Fruit Company. L'UFC contribua à la construction de quelques écoles, mais elle s'opposa aussi à la construction de peur de voir un concurrent à son monopole dans le chemin de fer. En 1933, Jorge Ubico, fait adopter une nouvelle Constitution qui retire le droit de vote aux illettrés (75 % de la population). Il instaure en 1934 une loi contre le vagabondage, chacun devant avoir un carnet de travail dans lequel il était indiqué les jours et le nombre d'heures par jour pendant lesquelles il travaillait ; en l'absence de celui-ci, les personnes sont réquisitionnés pour effectuer des travaux publics d'intérêt général. Lors de la guerre civile espagnole, le régime soutient sans ambiguïté le camp franquiste.

### Galerie présidentielle partielle

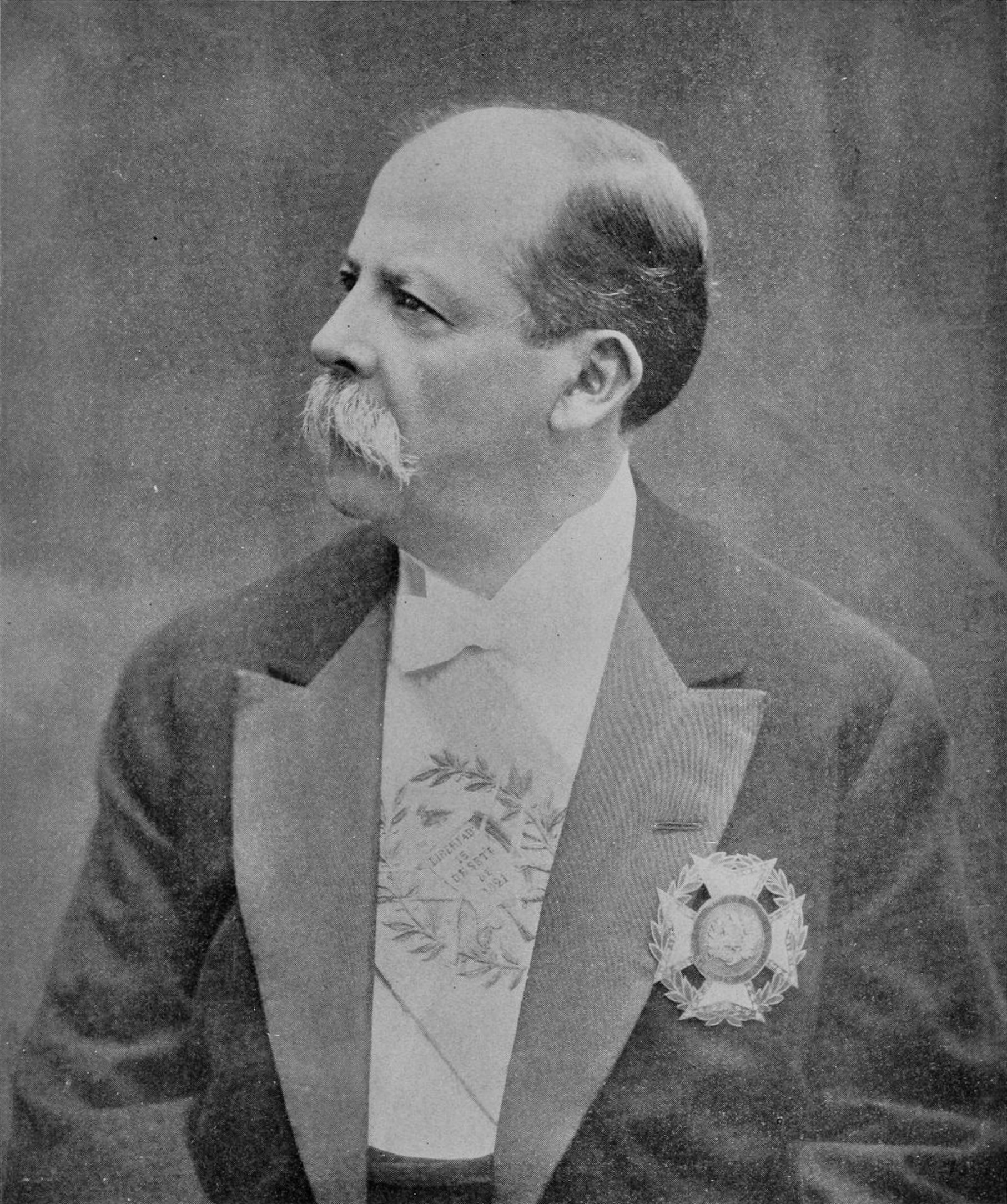
Manuel José Estrada Cabrera, 1898-1920.
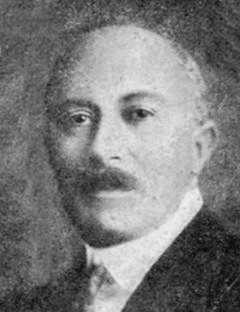
Carlos Herrera y Luna, 1920-1921.
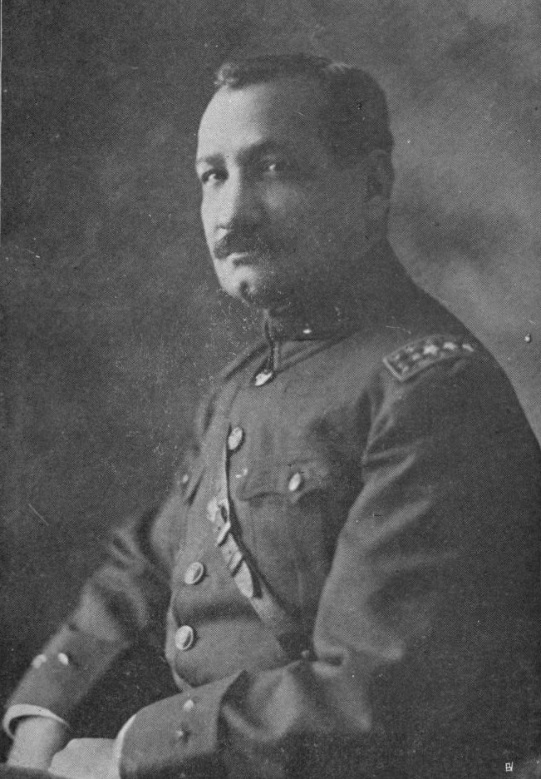
José María Orellana, 1921-1926.
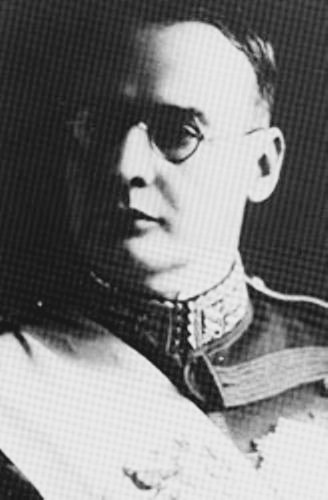
Lázaro Chacón González, 1926-1930.
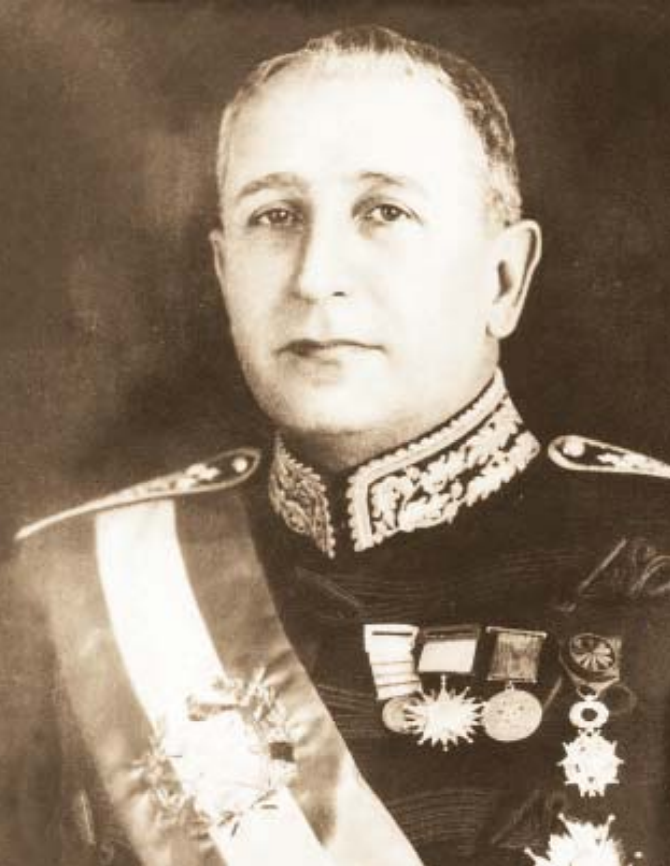
Jorge Ubico Castañeda, 1931-1944.
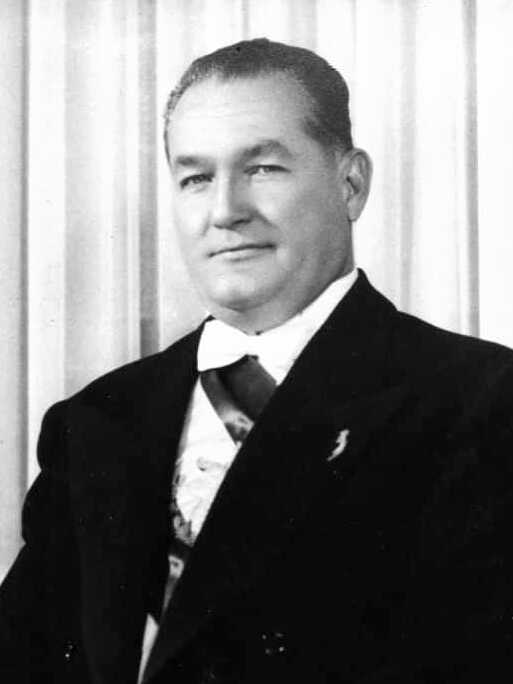
Juan José Arévalo, 1945-1951.
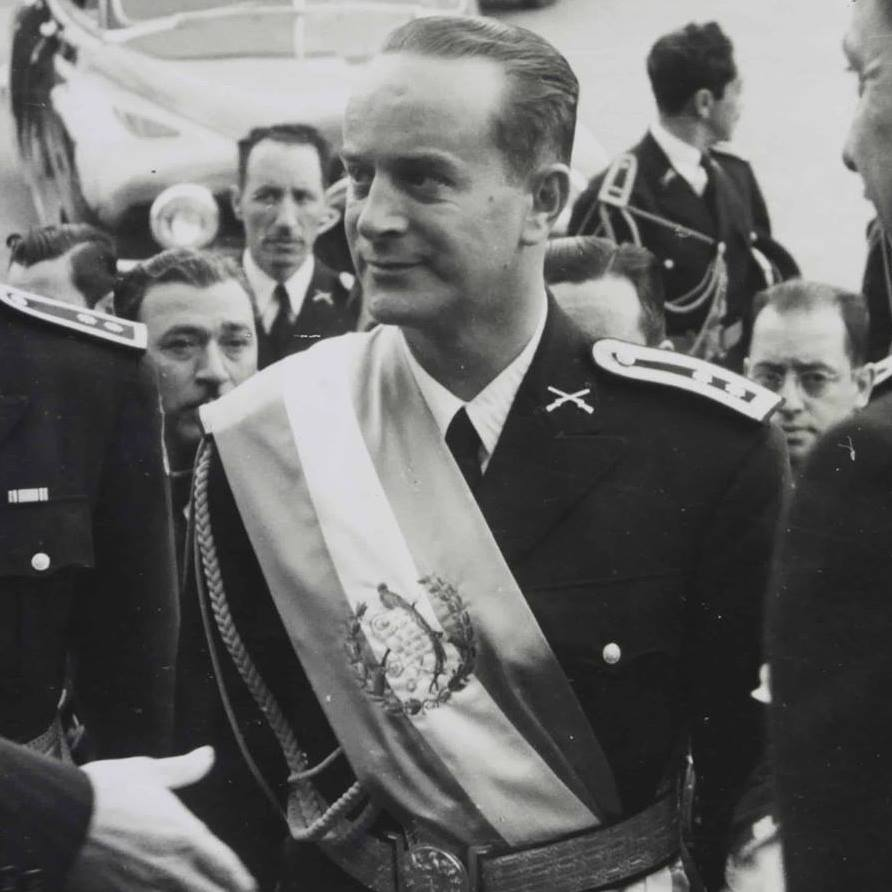
Jacobo Árbenz Guzmán, 1951-1954.

## Dix ans de printemps(1944-1954)
Une série de mouvement populaires contre le général dictateur et les grandes compagnies nord-américaines débouchent sur un coup d'État d'officiers libéraux, qui portent au pouvoir un président de centre gauche, Juan José Arévalo, qui ouvre le pays à dix années de démocratie. Soutenu par la petite bourgeoisie, les ouvriers et les paysans, Arévalo élabore un code du travail annulant le travail forcé, autorise la création de syndicats, reconnaît le droit de grève, consacre un tiers du budget de l'État à des programmes sociaux et fonde un institut indigéniste. Au cours de ses six années de présidence, il doit faire face à vingt-huit tentatives de coup d'État, qu'il met toutes en échec. En quittant le pouvoir, il met implicitement en cause les États-Unis dans les troubles survenus sous sa présidence. Les tensions sont alors particulièrement fortes entre grands propriétaires d’une part, syndicats et Parti communiste du Guatemala d'autre part.
Son ministre de la Défense, Jacobo Árbenz Guzmán (1913-1971), colonel de trente-sept ans, est élu au suffrage universel en 1951 avec une large majorité de voix. Il lance plusieurs programmes de santé, d'alphabétisation et fait adopter le Décret 900, ou la loi de la réforme agraire, qui oblige les riches propriétaires fonciers à payer des impôts. Celle-ci, qui force la United Fruit Company à céder une partie importante de ses terres en friche (ou inutilisées) aux paysans, a un effet foudroyant à Washington. Le Directeur de la CIA, Allen Dulles, siège au conseil d’administration de la UFC, tandis que son frère, John Foster Dulles, dirige, à partir de janvier 1953, le Département d'État. Il avait autrefois rédigé les contrats de la UFC avec le dictateur Manuel José Estrada Cabrera.

### Opération PBSUCCESS (1954)
Les États-Unis, après avoir déclaré qu'Arbenz faisait le jeu de l'Union soviétique, décident d'organiser un coup d'État. Au Nicaragua, des bases aériennes et terrestres sont installées en collaboration avec Anastasio Somoza García, où sont entraînés des exilés guatémaltèques et des mercenaires. La CIA orchestre parallèlement une campagne de propagande : une radio clandestine, Voice of Liberation est implantée au Honduras et des journalistes diffusent des articles alarmistes inspirés en sous-main par l'agence.
En juin 1954, le lieutenant-colonel Carlos Castillo Armas (1914-1957) pénètre dans le pays lors du coup d'État de 1954 au Guatemala (opération PBSUCCESS), aidé par des troupes entraînées au Honduras par la Central Intelligence Agency, et s'arrête à quelques kilomètres de la frontières. L'objectif étant de faire apparaître le renversement d'Arbenz comme le résultat d'un soulèvement populaire et non d'une intervention extérieure. Une douzaine de bombardiers américains, dépourvus de cocardes, s'envolent du Nicaragua pour pilonner San José, le plus important port de la côte pacifique, les casernes et les principales voix d'accès du pays. Sous le contrôle des attachés militaires américains, les chefs de l'armée guatémaltèques refusent d'attaquer les forces de Carlos Castillo Armas. Jacobo Arbenz, se rendant compte que ses généraux ne lui obéissent pas, refuse de risquer une guerre civile en armant des milices et démissionne le 27 juin 1954. La répression qui suit la prise de pouvoir du général Carlos Castillo Armas fait 9 000 victimes entre les exécutions et les incarcérations. La UFC retrouve un million d'hectares qui avaient été distribués aux paysans et inspire un nouveau Code du travail.

## Guerre civile (1960-1996)
Castillo est assassiné en juillet 1957 et remplacé en mars 1958 par le général Miguel Ydígoras Fuentes (1895-1982). Quelques sous-officiers se rebellent en 1960, mais leur tentative échoue. Certains d'entre eux partent alors se réfugier dans la forêt en établissant des contacts avec Cuba. Ce groupe de militaires forme le noyau de la guérilla qui s'opposa au gouvernement central jusqu'aux accords de 1996 : guerre civile guatémaltèque.
Quatre principaux groupes de guérilla d'extrême-gauche — l'« Armée des pauvres » (Ejército Guerillero de los Pobres (EGP)), l'« Organisation révolutionnaire du peuple armé » (ORPA), les « Forces armées rebelles » (FAR) et le « Parti guatémaltèque du travail » (PGT) — organisent de nombreux actes de sabotage économique en attaquant diverses installations gouvernementales ainsi que des membres de la force de sécurité du gouvernement lors d'attaques armées. Ces organisations s'unissent en 1982 pour former l'« Union révolutionnaire nationale guatémaltèque ». Victimes de répression violente de la part de groupes d'extrême-droite, tels l'« Armée secrète anti-communiste » (ESA) et la « Main Blanche », qui torturent étudiants, professionnels ou paysans soupçonnés de s'impliquer dans des activités dites de gauche, les membres de la résistance devinnent de plus en plus nombreux. Dès 1981, les assauts de l'armée sur les villages soupçonnés de soutenir la guérilla commencent à se généraliser, partout dans le pays.
Peu de temps après la prise du pouvoir, en 1966, du président Julio César Méndez Montenegro (1915-1996), l'armée lance une campagne militaire majeure contre les insurgés, qui brise le mouvement guérillero en factions isolées principalement en campagne. Les attaques de la guérilla se concentrent dès lors sur la capitale, Guatemala, où les rebelles assassinent de nombreuses figures importantes, tels l'ambassadeur des États-Unis John Gordon Mein en 1968. Entre 1966 et 1982 se succèdent en série des gouvernements militaires au Guatemala. En 1981, le général Fernando Romeo Lucas García déclare une offensive générale contre les guérillas qui se traduit par une vague de massacre et par la destruction de deux cent cinquante villages, considérés comme bases de soutien des rebelles. L'offensive laisse environ vingt mille morts et le déplacement de plus d'un million de personnes. Certains massacres sont accompagnés d'usage à grande échelle de la torture : « Tous ces gens qui sont morts... Ils leur arrachent la langue, leur écrasent le nez, sortent les yeux des orbites. On les pend par les pieds, on les brule... On trouve des femmes clouées au sol avec des machettes... ».

### Les années Ríos Montt et Mejía (1982-1986)
Le 23 mars 1982, des troupes armées commandées par de jeunes officiers fomentent un coup d'État pour prévenir la prise de pouvoir par le général Ángel Aníbal Guevara, le choix du président sortant Fernando Romeo Lucas García. Ils dénoncent l'élection de Guevara. Ces mêmes officiers demandent au général à la retraite Efraín Ríos Montt (1926-2018) de prendre la place laissée par Guevara à la présidence du pays. Alors pasteur de la Church of the Word (en), il déclare, lors de sa prise de fonction, que sa présidence est le résultat du vœu de Dieu. Il forme, peu de temps après sa prise du pouvoir, une junte militaire à trois membres qui annule la constitution de 1965, il fait dissoudre le Congrès, suspend les partis politiques et annule la loi électorale. Après quelques mois, il abandonne l'idée de dictature à trois membres et devient dictateur unique du Guatemala. Il met en place les Patrullas de Autodefensa Civil (PAC), ou « patrouilles d'autodéfense civiles », miliciens recrutés de force par l'armée et ayant pour objectif d'éradiquer la guérilla. Il compte porter le coup de grâce à cette dernière à l'aide d'actions militaires et économiques, de ses propres mots, à l'aide de « fusils et haricots ».
Le président américain Ronald Reagan rétablit l'aide militaire (suspendue par Jimmy Carter) et déclare devant l'ambassadeur du Guatemala à Washington que « nos deux pays partagent les mêmes objectifs et les mêmes qualités tels que le pluralisme, les droits de l'Homme, la paix, la justice sociale et le progrès économique ». En mai 1982, la Conférence des cardinaux catholiques accuse Ríos Montt de la responsabilité de la militarisation croissante du pays et pour le massacre constant de populations civiles. Le 18 juillet 1982, le New York Times cite Ríos Montt lors d'un discours devant des guatémaltèques mayas : « Si vous êtes avec nous, nous vous nourrirons ; sinon, nous vous tuerons. »
Le massacre de Plan de Sánchez, qui fait, selon les sources, entre 100 et 268 victimes civiles, survient le même jour. Il est suivi, quelques mois plus tard, par le massacre de Dos Erres du 6 décembre 1982, effectué par les forces spéciales Kaibiles. À la suite de la disparition de 250 personnes dans ce village, commise dans le cadre d'une politique de la terre brûlée, des officiels américains s'étant rendus sur place concluent (dans des documents alors classifiés) que seule l'armée guatémaltèque a pu faire disparaître ce village.
La présidence de Ríos Montt est probablement la plus sanglante des 36 ans de guerre civile que connaît le pays. Dans une interview au quotidien espagnol ABC, Ríos Montt estime que « notre succès est dû au fait que nos soldats ont été entraînés par les Israéliens ».
Le 8 août 1983, Ríos Montt est trompé par son ministre de la Défense, le général Óscar Humberto Mejía Victores (1930-2016), qui lui succède comme président-dictateur du Guatemala. Sept personnes sont tuées durant le coup d'État tandis que Ríos Montt survit pour fonder un nouveau parti politique, le Frente Republicano Guatemalteco (FRG), Front républicain guatémaltèque et est élu président du Congrès en 1995 et 2000.
Le général Mejía permet le retour progressif d'un régime constitutionnel au Guatemala, avec une élection le 1er juillet 1984 pour une Assemblée constituante devant établir une constitution démocratique. Le 30 mai 1985, après près de neuf mois de débat, l'Assemblée constituante finit par rédiger une constitution, qui est adoptée immédiatement par le gouvernement. Vinicio Cerezo (1942-), politicien civil, candidat du Parti démocratique chrétien, devient président le 14 janvier 1986 avec près de 70 % des votes. La guerre civile du Guatemala s'achève seulement en 1996, l'année de signature de l'accord de paix.
La Commission pour l'éclaircissement historique estime que près de 93 % des violations aux droits humains ont été commises par le gouvernement. La guerre laisse un bilan de 200 000 morts ou « disparus », un million de déplacés internes, 400 000 réfugiés à l'étranger, et 440 villages autochtones rasés entre 1960 et 1996.
À la différence d'autres guerres civiles de la région (Salvador et Nicaragua), le conflit au Guatemala s'est caractérisé en partie par une logique interne propre, celle du racisme structurel à l'encontre de la population maya majoritaire et de la peur historique des élites dominantes de voir la population indigène accéder à une pleine citoyenneté.
En conséquence, 80 % des victimes sont d'origine indigène.

### Galerie présidentielle partielle 1950-2000

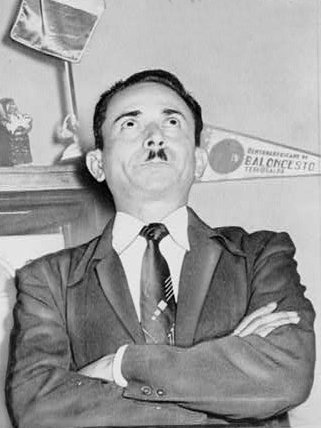
Carlos Castillo Armas, 1954-1957.
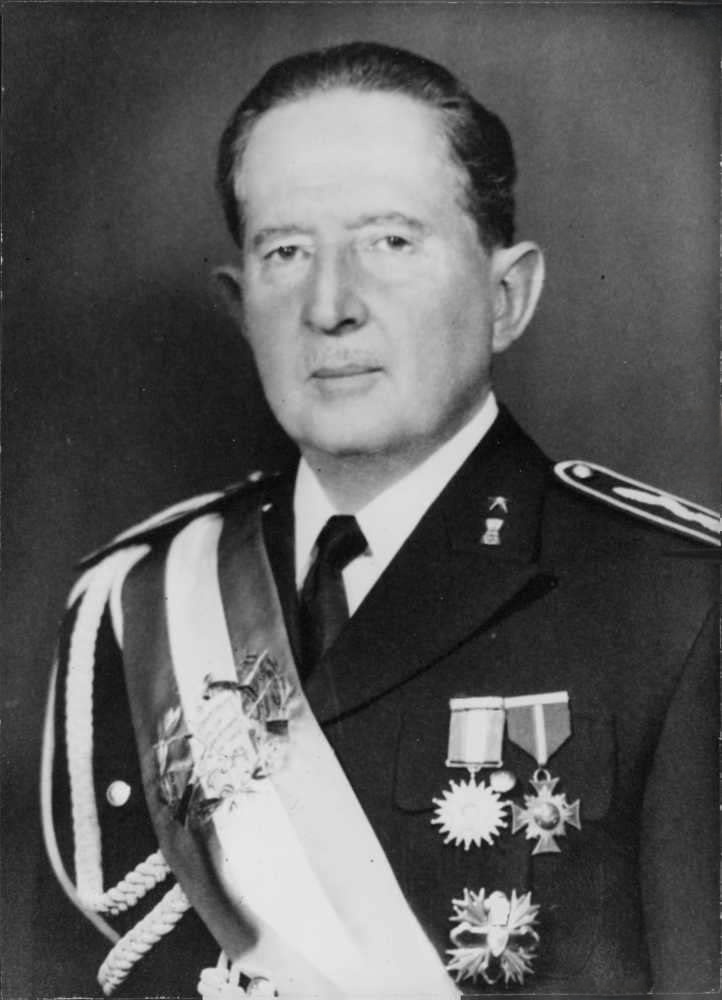
Miguel Ydígoras Fuentes, 1958-1963.
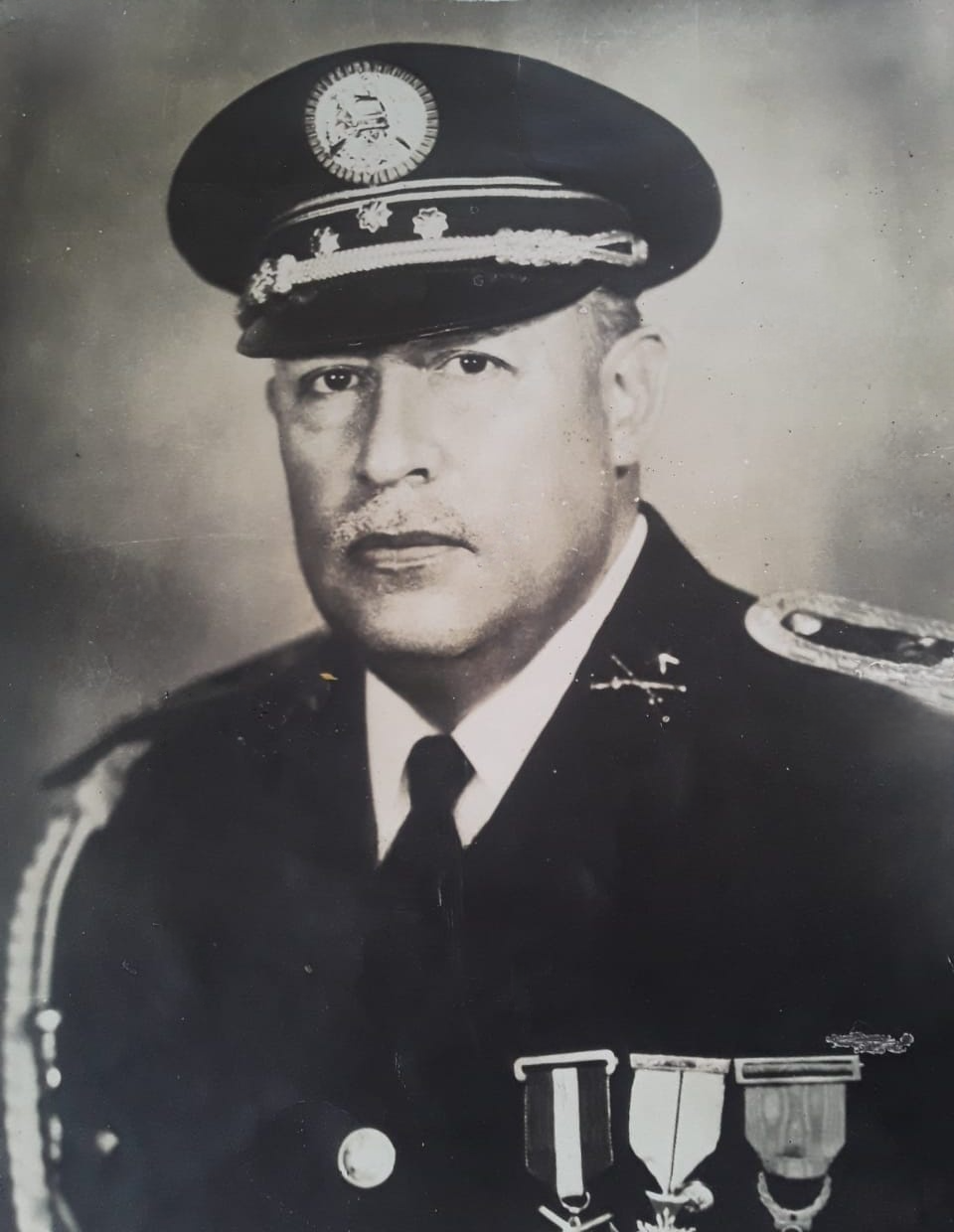
Enrique Peralta Azurdia, 1963-1966.
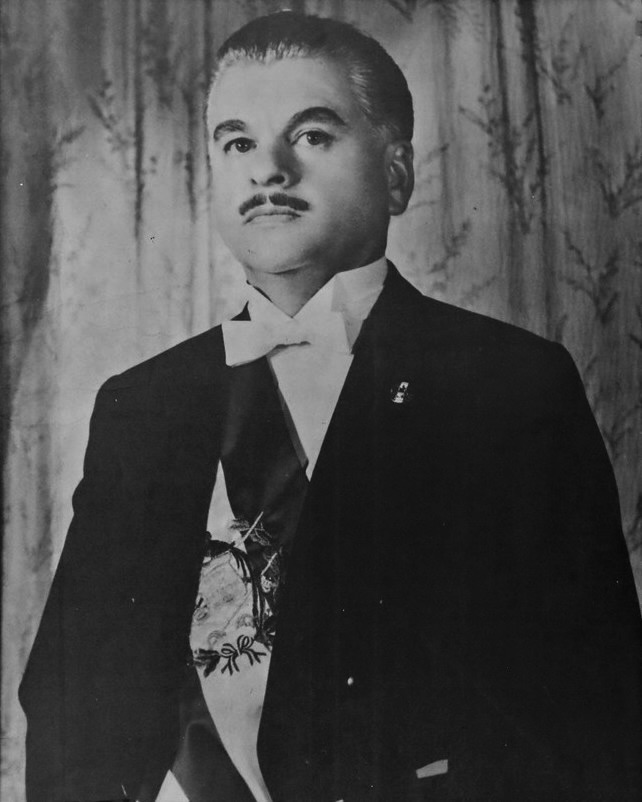
Julio César Méndez Montenegro, 1966-1970.
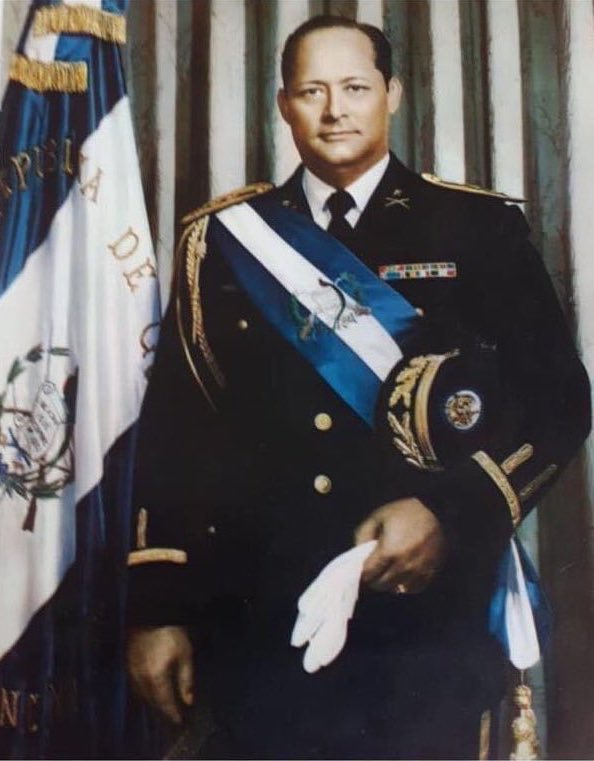
Carlos Manuel Arana Osorio, 1970-1974.
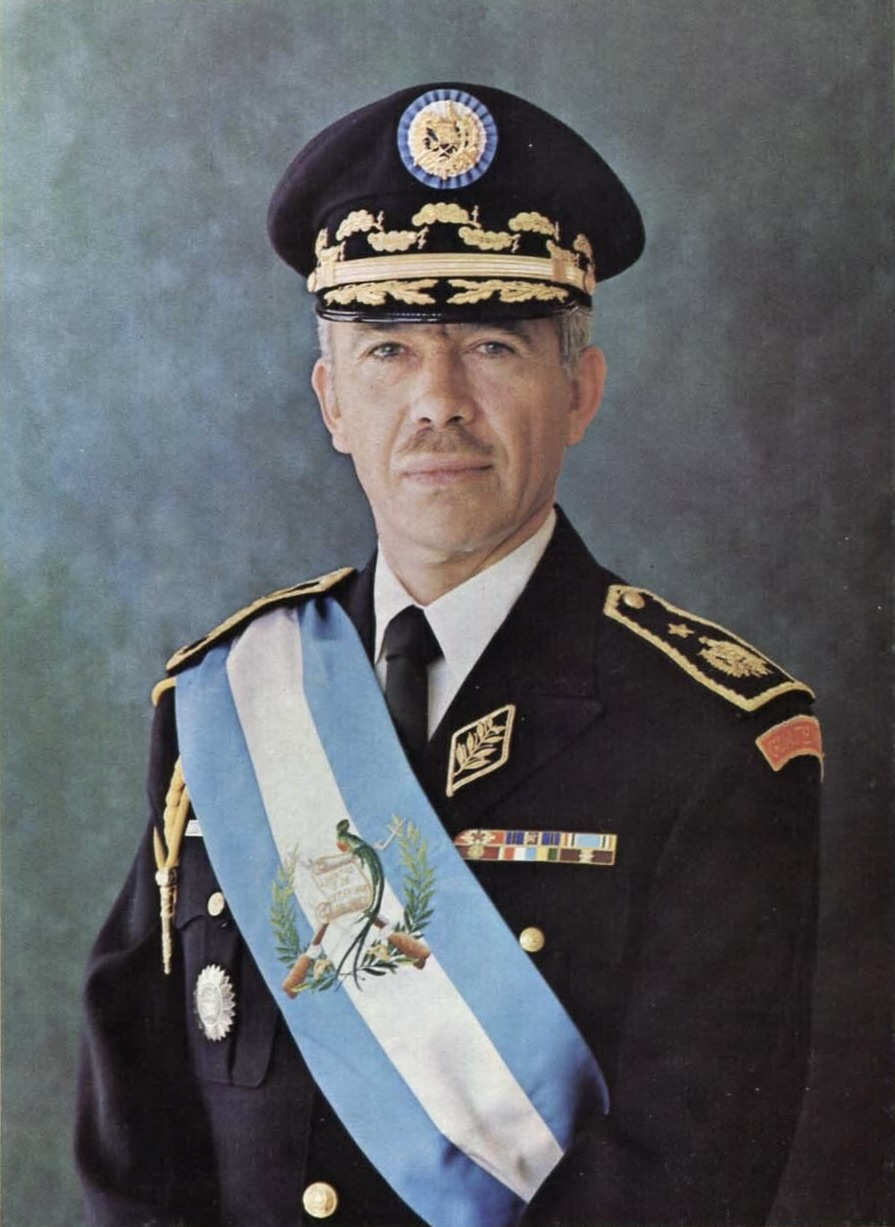
Kjell Eugenio Laugerud García, 1974-1978.
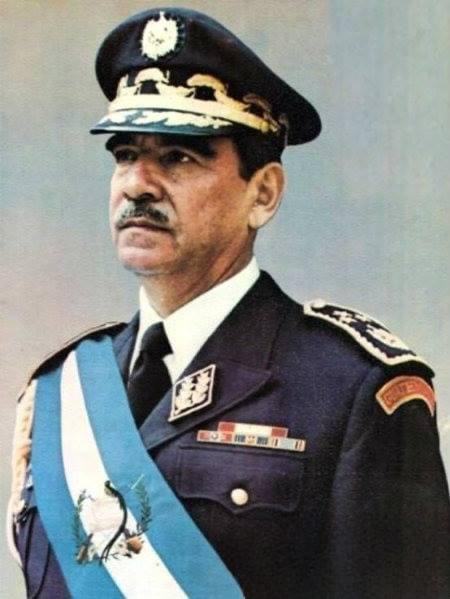
Fernando Romeo Lucas García, 1978-1982.
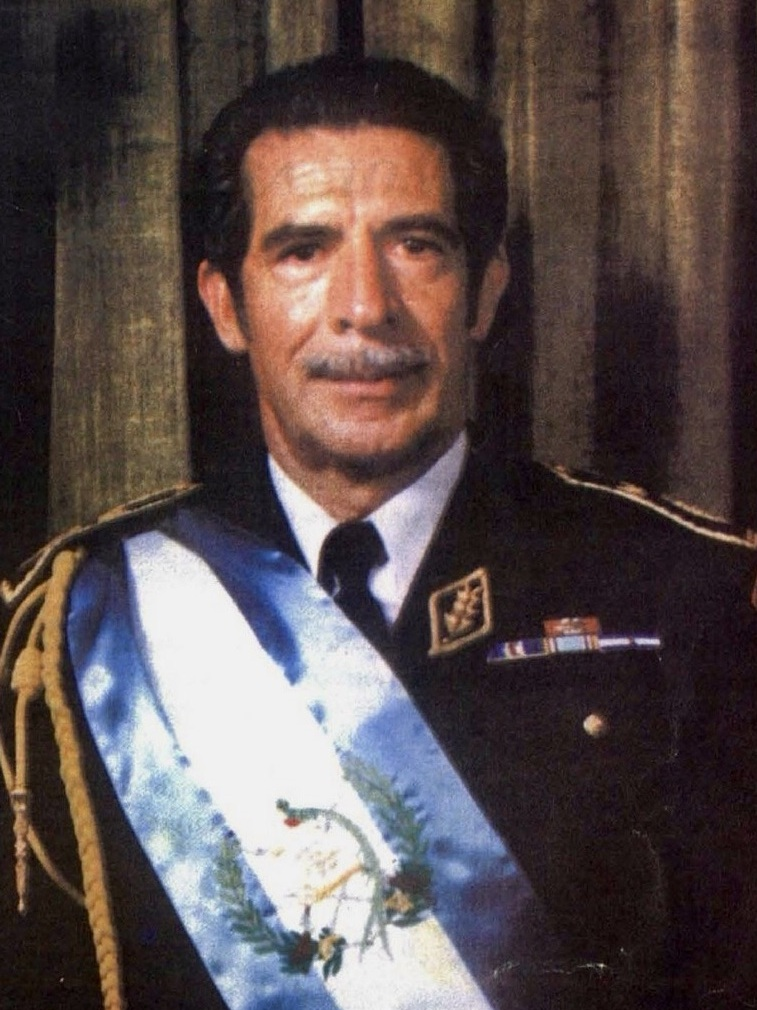
Efraín Ríos Montt.
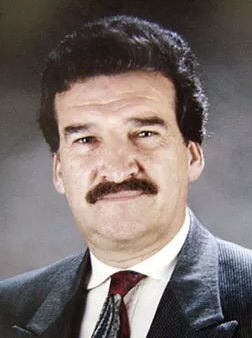
Ramiro de León Carpio, 1993-1996.
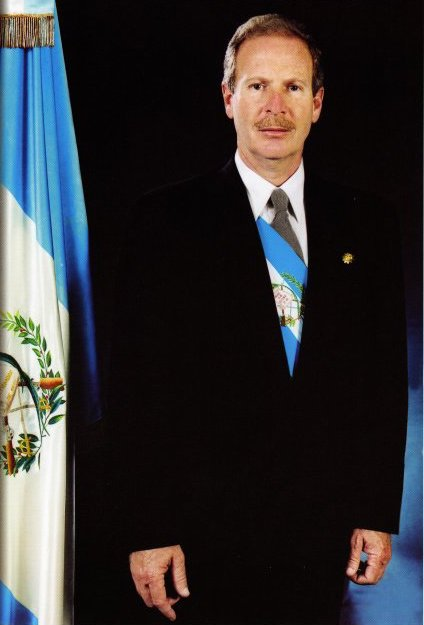
Álvaro Arzú, 1996-2000.

## Période 1986-2000
À son inauguration en janvier 1986, le gouvernement civil du président Cerezo annonce que ses priorités sont de mettre fin à la violence politique et d'établir un règne de la loi au pays. Les réformes promises comprennent de nouvelles lois sur le habeas corpus et l'amparo (protection ordonnée par la Cour), la création d'un comité législatif sur les droits humains et l'établissement, dès 1987, de l'Office de l'ombudsman pour les droits humains. La Cour Suprême adopte également une série de réformes pour éliminer la corruption et améliorer l'efficacité du système judiciaire.
Avec l'élection de Cerezo, l'armée s'éloigne de la gouvernance pour retourner à son rôle plus traditionnel de maintien de la sécurité interne, plus spécifiquement en attaquant des groupes d'insurgés. Les deux premières années de l'administration Cerezo se caractérisent par une stabilité économique et une baisse significative de la violence politique. Certains militaires insatisfaits tentent deux coups d'État en mai 1988 et 1989, sans succès, les dirigeants militaires préférant supporter l'ordre constitutionnel. Le gouvernement est sévèrement critiqué pour son manque de volonté lors d'enquêtes concernant des cas de violation de droits humains.
Les deux dernières années du gouvernement Cerezo sont, quant à elles, marquées par une économie défaillante, de nombreuses grèves et manifestations, sans compter de nombreuses allégations de corruption généralisée. L'incapacité du gouvernement à répondre aux nombreux problèmes d'ordre national (mortalité infantile, analphabétisme, système de santé et services sociaux déficients, violence grandissante, etc.) contribuent au mécontentement populaire.
Des élections présidentielle et législatives sont appelées pour le 11 novembre 1990. Jorge Antonio Serrano Elías (1945-) est élu président et officiellement nommé le 14 janvier 1991, complétant de ce fait la première transition depuis un citoyen élu démocratiquement à un autre. Son parti, le Mouvement d'action solidaire (MAS) n'ayant obtenu que 18 des 116 sièges du Congrès guatémaltèque, Serrano doit établir une alliance avec les démocrates chrétiens et l'Union nationale du Centre (UNC).
Le bilan de l'administration Serrano est plutôt décevant. Elle connaît quelque succès dans la consolidation du pouvoir militaire aux mains des civils, remplaçant de nombreux officiers expérimentés tout en persuadant l'armée à participer aux négociations de paix avec l'Union révolutionnaire nationale guatémaltèque (UNRG). Serrano entreprend de reconnaître, malgré les critiques, la souveraineté du Belize. Le gouvernement réussit à renverser la tendance négative de l'économie, réduisant l'inflation et engrangeant une croissance réelle.

### Coup d'État, tensions (1993)
Le 25 mai 1993, Serrano fait dissoudre illégalement le Congrès, sous ce qui est depuis appelé le l'autogolpe, toujours avec l'appui de la CIA et la Cour Suprême, et tente de restreindre les libertés civiles, disant vouloir éliminer la corruption. Cette tentative d'établissement d'une dictature doit faire face à un peuple guatémaltèque uni contre ces mesures, à de nombreuses pressions de la communauté internationale et à l'éventualité d'une intervention de l'armée guatémaltèque, qui reconnaît la décision de la Cour constitutionnelle, qui vote contre la tentative de coup d'État. Face à ces pressions, Serrano s'exile du pays.
Le 5 juin 1993, le Congrès, suivant les règles de la Constitution de 1985, élit Ramiro de León Carpio (1942-2002), alors Ombudsman des droits humains, pour terminer la session présidentielle de Serrano. Membre d'aucun parti politique, malgré des bases politiques plutôt restreintes, il peut s'appuyer sur un fort soutien de la part de la population. Il lance un ambitieux programme d'élimination de la corruption afin de « purifier » le Congrès et la Cour Suprême, demandant la démission de tous les membres des deux entités.
Malgré une résistance considérable de la part du Congrès, la pression populaire et présidentielle mène en novembre 1993 à un accord entre l'administration et le Congrès, où l'Église catholique sert de médiateur. Le 30 janvier 1994, un référendum populaire approuve l'ensemble des réformes constitutionnelles. En août 1994, un nouveau Congrès est élu afin de compléter la session en cours.
Sous de Léon, les négociations de paix reprennent, maintenant supervisées par les Nations unies. Le gouvernement et l'UNRG signent des accords sur les droits humains (mars 1994), la réhabilitation de personnes déplacées (juin 1994), la clarification historique (juin 1994) et les droits autochtones (mars 1995). Ils parviennent aussi à des avancées considérables sur l'accord socioéconomique et agraire.
Des élections nationales présidentielle, législatives et municipales ont lieu en novembre 1995. Avec près de 20 partis s'opposant au premier tour, l'élection présidentielle se transforme le 7 janvier 1996 en course dans laquelle le candidat du PAN , Álvaro Arzú (1946-2018) défait Alfonso Portillo Cabrera du FRG par un mince 2 % du vote. Arzú remporte l'élection grâce à sa popularité dans la capitale Guatemala, où il est maire, et dans toute la zone urbaine environnante. Portillo remporte l'ensemble des départements ruraux, excepté le Petén. Sous Arzú, les négociations de paix sont complétées, et le gouvernement signe les accords de paix en décembre 1996, mettant fin à trente-six ans de guerre civile. 
La situation des droits humains s'améliore également, et des étapes sont franchies afin de réduire l'influence de l'armée dans les affaires nationales.
Néanmoins, après la fin de la guerre civile, d'anciens militaires se sont organisés en bandes criminelles pour éviter la mise en place d'une justice transitionnelle effective pour les victimes de crimes de guerre. Menacés par le processus de transition démocratique, ils répondent par des exécutions (de militants politiques ou associatifs). L'exemple le plus notable est l'assassinat de l'évêque Juan José Gerardi Conedera sur ordre d'un commandant d'une base militaire. Le politiste Edgar Gutierrez souligne que ces groupes « étaient mus par une ambition plus vaste : le contrôle de l'État et de l'économie. La plupart des officiers de renseignement de la dictature militaire sont devenus pendant ces années des infiltrés de la criminalité organisée à proximité ou au sein de l'État.
Le Guatemala a de nouvelles élections présidentielle, législatives et municipales le 7 novembre 1999 et une course à l'élection présidentielle le 26 décembre de la même année. Au premier tour, le FRG obtient 63 des 113 sièges législatifs, tandis que le PAN en récolte 37. L'Alliance de la nouvelle nation (ANN) obtient 9 de ces sièges, et trois partis minoritaires récoltent les quatre sièges restants. Dans la course du 26 décembre, Alfonso Portillo du FRG récolte 68 % du vote contre 32 % pour son adversaire du PAN, Óscar Berger. Portillo gagne l'ensemble des 22 départements et la capitale, auparavant considérée comme un château-fort du PAN.
Portillo est critiqué durant la campagne pour ses liens avec le dirigeant du FRG, Ríos Montt. Plusieurs analystes accusent ce dernier d'avoir commis, durant son temps au pouvoir, les pires violations aux droits humains de la guerre civile. Néanmoins, la victoire éclatante de Portillo, récoltant près des deux tiers du vote au second tour, lui donne la crédibilité pour établir son programme de réforme.

## Années 2000
Le président Alfonso Portillo (1951-) s'arrange pour conserver des liens forts avec les États-Unis tout en améliorant la coopération du pays avec le Mexique, en travaillant activement dans le processus d'intégration du pays à l'Amérique centrale et à l'hémisphère ouest. Il accompagne également la libéralisation continuelle de l'économie, l'augmentation du capital humain et l'infrastructure, l'établissement d'une banque centrale. Il s'adonne aussi à un renforcement de la perception des taxes au pays au lieu d'opter pour une augmentation.
Faisant face à un taux de criminalité élevé, à des problèmes de corruption publique, à une intimidation constante dirigée envers des activistes pour les droits humains, des juristes, des journalistes et des témoins des tribunaux, le gouvernement entame pour la première fois, en 2001, des tentatives de réconciliation nationale afin de trouver des solutions à ces problèmes récurrents.
En juillet 2003, de nombreuses manifestations déambulent dans la capitale, forçant la fermeture de l'ambassade des États-Unis alors que les partisans de Ríos Montt demandent son retour au pouvoir. Ils demandent, entre autres, l'abolition de l'interdiction imposée par le gouvernement, empêchant ce dernier de se présenter en tant que candidat présidentiel aux élections de 2003. Les manifestants reçoivent un repas gratuit de la part du Front révolutionnaire du Guatemala en échange de leur participation.
Le 9 novembre 2003, Óscar Berger (1946-), l'ancien maire de Guatemala Ciudad, gagne l'élection avec près de 38,8 % des voix, contre près de 11 % pour l'ex-dictateur Ríos Montt, qui termine troisième après Álvaro Colom, candidat du centre-gauche.
Depuis le début de l'année 2013, des associations alertent sur la recrudescence du « nettoyage social » au sein des dirigeants et communautés mayas militant pour la défense de leurs territoires et ressources naturelles, dont souhaiteraient s'emparer certaines grandes entreprises. Cent soixante-neuf attaques de défenseurs des droits humains ont lieu au premier trimestre 2013 selon l'Unité de protection des défenseurs du Guatemala.
Le 25 octobre 2015, Jimmy Morales (1969-) est élu président de la république sous les couleurs du Front de convergence nationale.
Selon le Programme des Nations unies pour le développement (PNUD), « au Guatemala, le coefficient de Gini – qui mesure les inégalités de revenus – s'élève à 0,63, l'un des plus hauts taux du monde ». Le pays est l'un des seuls du continent américain à ne pas avoir enregistré de diminution de la pauvreté durant la période de cours élevés des matières premières exportées (2000-2015). Au contraire, elle augmente de 7 %, pour atteindre en 2017, 66,7 % des Guatémaltèques, dont 86,6 % des seuls indigènes.

### Galerie présidentielle 2000-présent

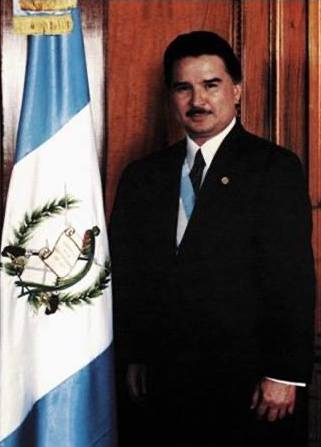
Alfonso Portillo, 2000-2004.
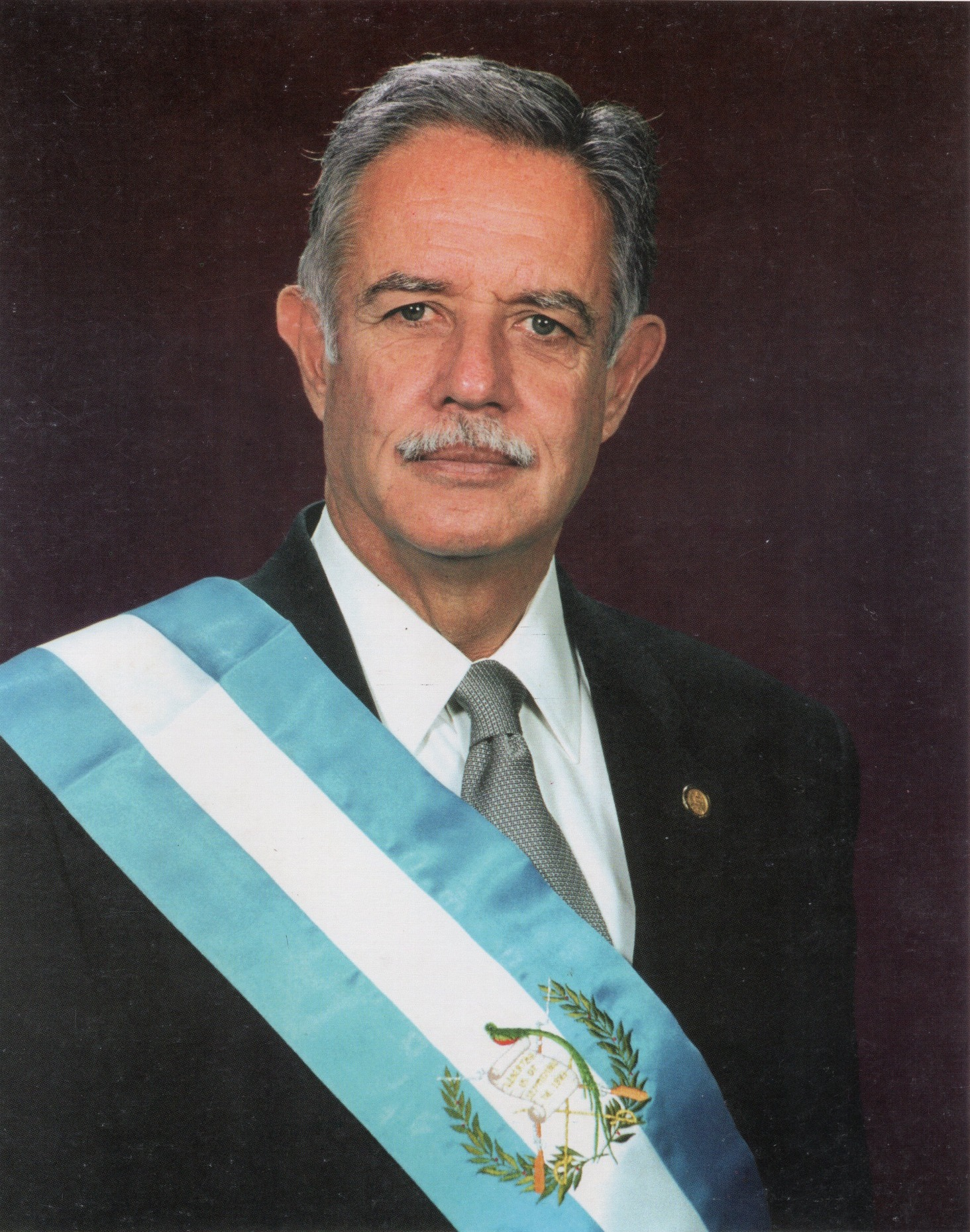
Óscar Berger, 2004-2008.
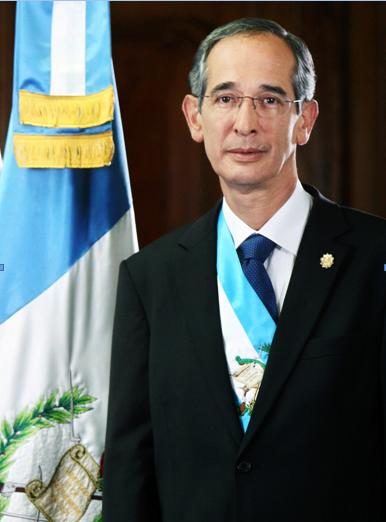
Álvaro Colom, 2008-2012.
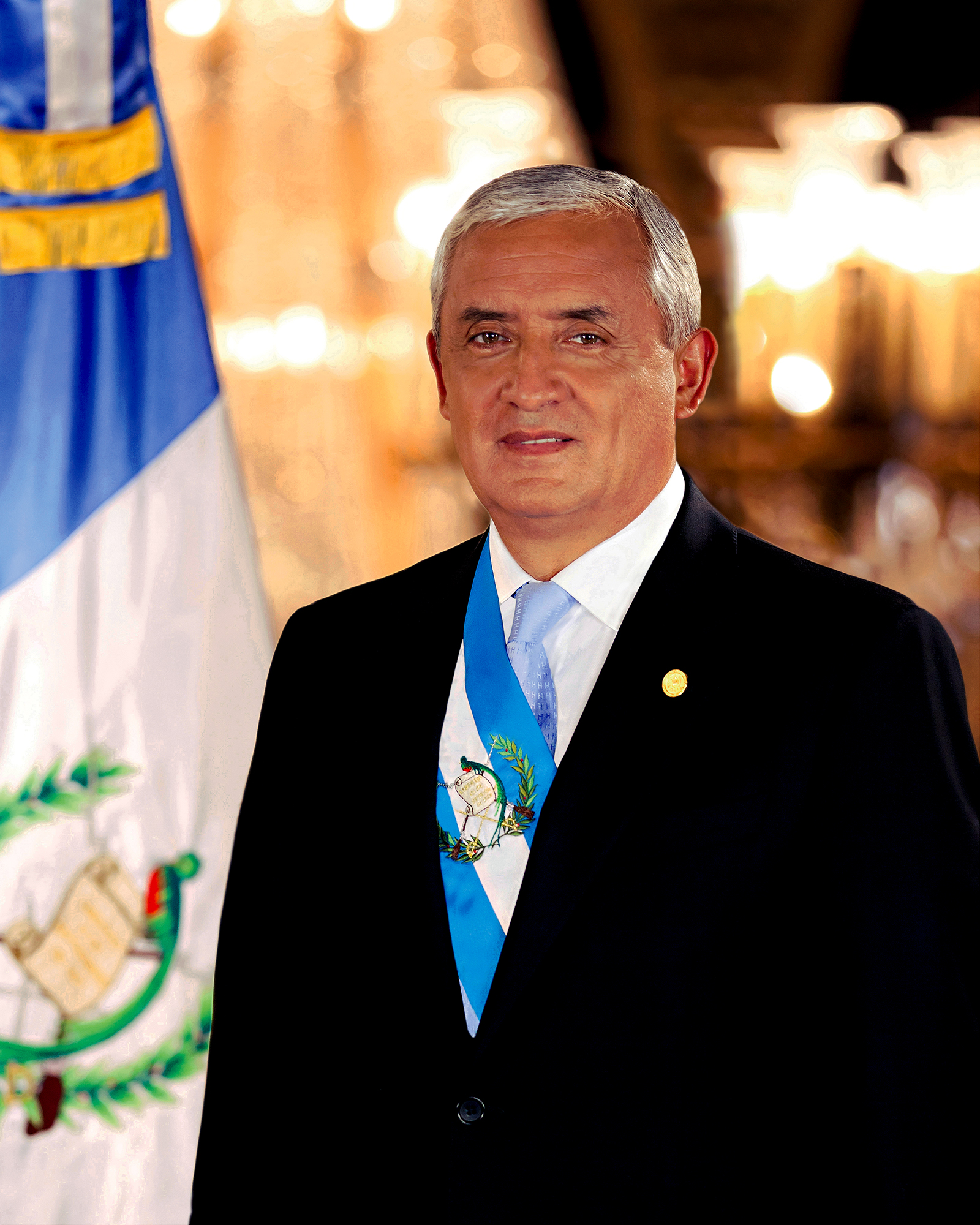
Otto Pérez Molina, 2012-2016.
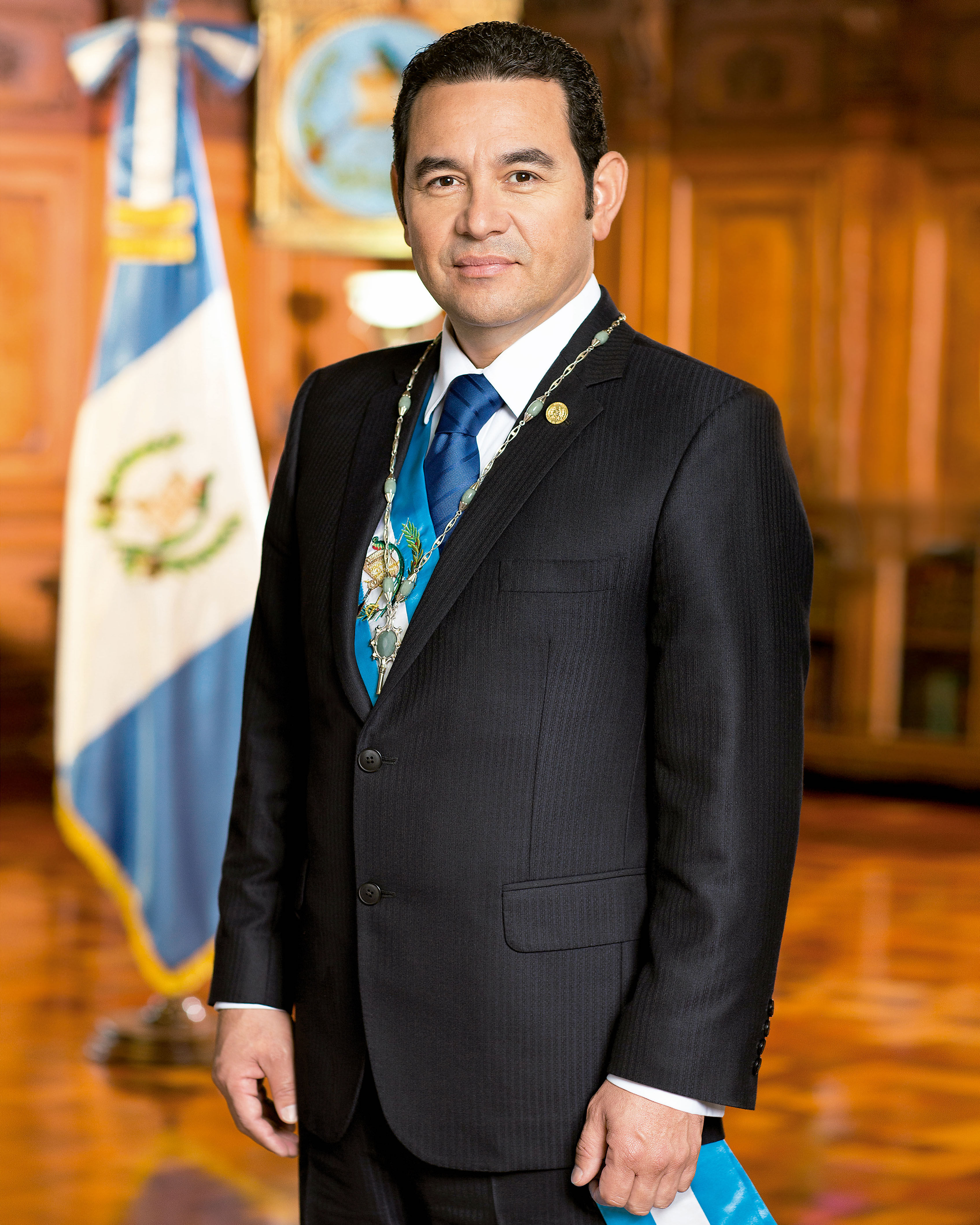
Jimmy Morales, 2016-2020.
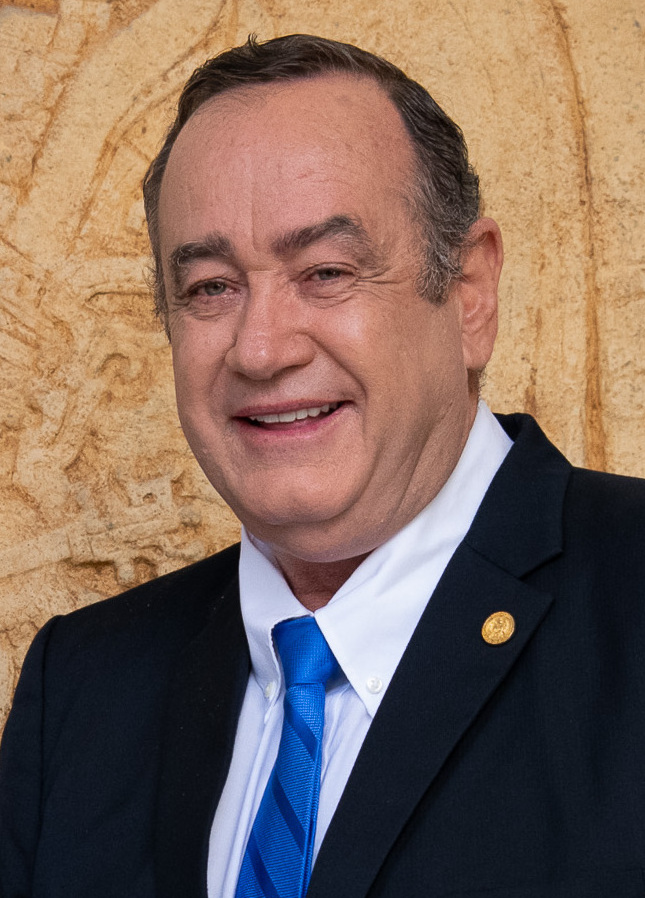
Alejandro Giammattei, 2020-2024.
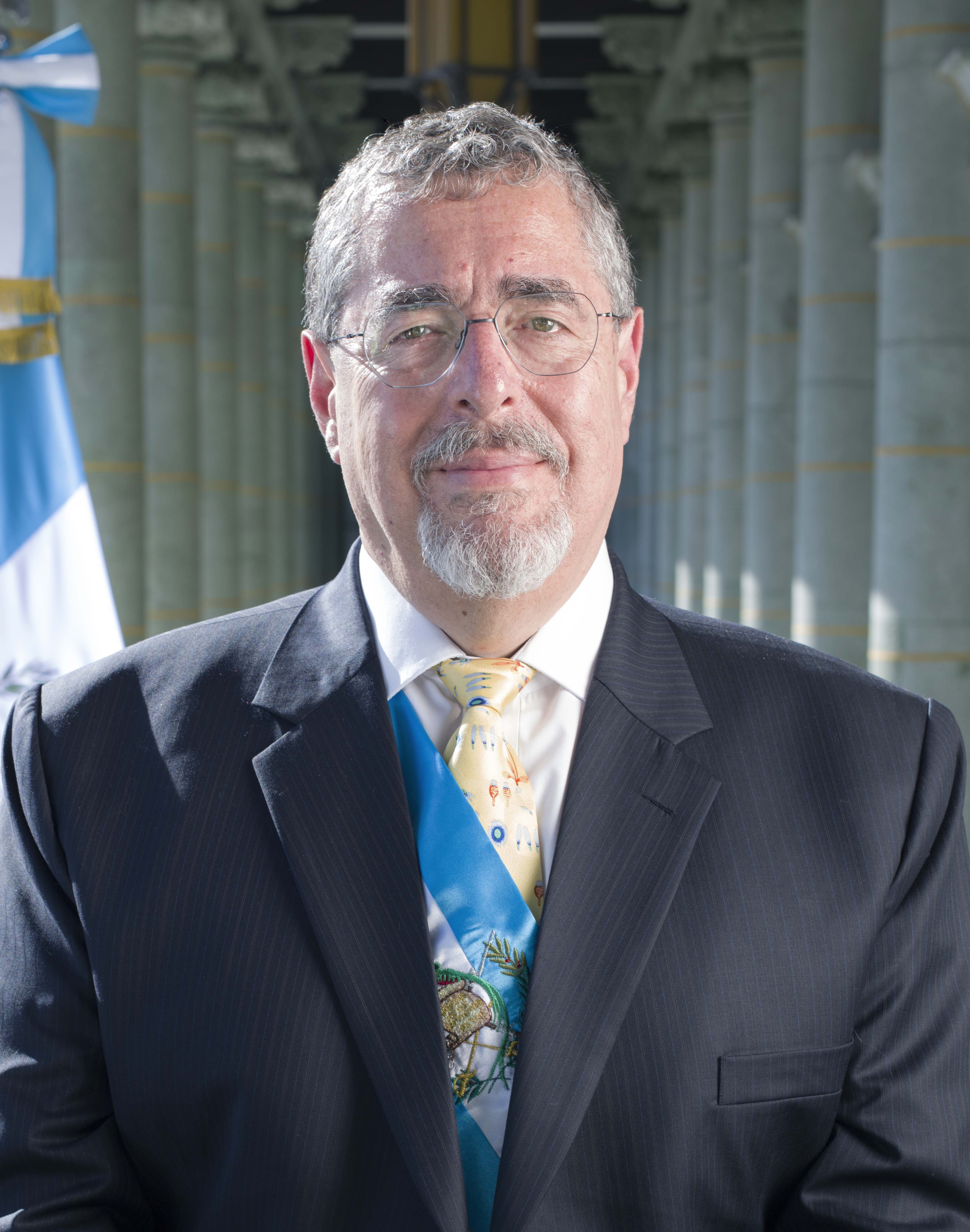
Bernardo Arévalo 2024-présent

#### avant 1500
- Civilisations précolombiennes, arts précolombiens
- Civilisation maya, liste de sites mayas, sites archéologiques maya au Guatemala (es)
- Aire maya du Sud (en), régime maya Ko'woj (1250c-1697)
- Royaume quiché (1200c-1524), guerre du royaume de Q'umarkaj (1524), Quichés
- Communications régionales en Mésoamérique précolombienne (es)
- Parc national Yaxhá-Nakum-Naranjo
- Culture olmèque, Takalik Abaj

#### 1500
- Colonisation espagnole de l'Amérique, Empire espagnol, Tierra Firme, Exclusif colonial
- Conquête du Guatemala (1521-1697), Conquête du Petén (es) (1618-1697)
- Capitainerie générale du Guatemala (1542-1821), vice-royauté de la Nouvelle-Espagne (1535-1821)
- Inquisition au Guatemala (es) (1572-1813)

#### 1800
- Histoire territoriale du Guatemala (es)
- Indépendance de l’Amérique centrale (1821)
- Premier Empire mexicain (1821-1823)
- République fédérale d'Amérique centrale (1823-1839)
- État libéral du Guatemala (es) (1829-1840)
- Gouvernement conservateur des 30 ans (es) (1841-1871), Rafael Carrera
- Création de la République du Guatemala (es) (1847)
- Révolution libérale (Guatemala, 1871) (es)

#### 1900
- Histoire de l'Amérique latine pendant la Première Guerre mondiale
- Juntes militaires de 1954 au Guatemala (es)
- Génocide guatémaltèque (1960-1966) (et 1981-1983)

#### 2000
- Économie du Guatemala
- Politique au Guatemala, Congrès de la République (Guatemala), Élections au Guatemala
- Président de la république du Guatemala (dont liste), Vice-président de la république du Guatemala